# Thủ tướng Nhật Bản
Thủ tướng Nhật Bản, tên chính thức từ tiếng Nhật là Nội các Tổng lý Đại thần (内閣総理大臣 Naikaku Sōri Daijin), là người đứng đầu Nội các của Nhật Bản. Thủ tướng do Thiên hoàng bổ nhiệm sau khi được Quốc hội chỉ định trong số thành viên và phải được Chúng nghị viện tín nhiệm. Thủ tướng có quyền bổ nhiệm, miễn nhiệm các Bộ trưởng. Thủ tướng đương nhiệm là Ishiba Shigeru.
Tại những quốc gia khác và Việt Nam, chức vụ này vẫn thường được gọi là Thủ tướng Nhật Bản hay gọi tắt là Thủ tướng. Ở Nhật Bản, từ Thủ tướng (首相 (Thủ tướng) Shushō) hay Tổng lý (総理 (Tổng lý) Sōri) tuy không chính thức nhưng vẫn được người dân Nhật Bản dùng phổ biến do tên chính thức khá dài.

## Đại cương
Thủ tướng Nhật Bản là người đứng đầu Nội các mà cơ quan hành chính thuộc về Điều 66, Khoản 1 của Hiến pháp. Ông là một trong những người đứng đầu Trưởng tam quyền, bổ nhiệm và cách chức các Bộ trưởng của Nhà nước (Điều 68 của Hiến pháp), trình các dự luật lên Quốc hội thay mặt Nội các, báo cáo về các vấn đề nhà nước chung và quan hệ ngoại giao, đồng thời chỉ đạo và giám sát các cơ quan hành chính (Điều 72 của Hiến pháp) và có quyền chỉ huy và giám sát cao nhất đối với Lực lượng Phòng vệ (Luật Lực lượng Phòng vệ). Ông cũng là người đứng đầu Văn phòng Nội các và một số tổ chức hành chính khác, và các tổ chức này thuộc quyền quản lý trực tiếp của Thủ tướng.
Trong Hiến pháp hiện hành của Nhật Bản, không có điều khoản nào quy định nguyên thủ quốc gia của Nhật Bản, và có một cuộc tranh luận trong lý thuyết hiến pháp về việc ai là nguyên thủ quốc gia của Nhật Bản. Đa số các giả thuyết cho rằng Thủ tướng, người đại diện cho Nội các với tư cách là người đứng đầu nhà nước hoặc cơ quan hành chính, người có quyền ký kết các hiệp ước, quyền bổ nhiệm và bãi nhiệm các cơ quan đại diện ngoại giao và nói chung là xử lý các mối quan hệ ngoại giao. Trong thông lệ quốc tế, Thiên hoàng được coi như nguyên thủ quốc gia.

## Đề cử
Thủ tướng phải là một thường dân (Điều 66, Khoản 2 của Hiến pháp). Thủ tướng của Nhật Bản được đề cử bởi cả hai viện của Quốc hội Nhật Bản (bầu cử Thủ tướng/đề cử người lãnh đạo) (Điều 67 của Hiến pháp). Cho việc đó, mỗi viện tiến hành một cuộc bầu cử dưới hệ thống hai vòng bầu cử. Nếu cả hai viện chọn ra hai người khác nhau, thì một ủy ban hỗn hợp từ hai viện sẽ được cử ra để đồng ý một ứng cử viên chung. Tuy nhiên nếu cả hai viện đều không đồng ý trong mười ngày thì cuối cùng quyết định của Chúng Nghị viện sẽ được ưu tiên. Do đó, trên lý thuyết Chúng Nghị viện là cơ quan có tiếng nói cuối cùng trong việc quyết định người được đề cử nắm giữ ghế Thủ tướng. Thiên hoàng bổ nhiệm Thủ tướng như một hành động công nhận chính thức (Điều 6 của Hiến pháp)。
Thủ tướng phải từ chức nếu như Chúng Nghị viện thông qua một cuộc bỏ phiếu bất tín nhiệm hoặc thất bại trong một cuộc bỏ phiếu tín nhiệm, ngoại trừ Chúng Nghị viện bị giải tán trong vòng 10 ngày. Thủ tướng cũng phải từ chức sau mỗi lần tổng tuyển cử Chúng Nghị viện, ngay cả trường hợp đảng của ông chiếm đa số trong viện. Văn phòng Nội các theo truyền thống được nắm giữ bởi người đứng đầu đảng chiếm đa số trong quốc hội ngoại trừ trường hợp hiếm hoi của Hata Tsutomu hay là Murayama Tomiichi, Hosokawa Morihiro...

## Vai trò
Vai trò của Thủ tướng được quy định trong Hiến pháp Nhật Bản được thông qua vào năm 1947.
- Điều khiển và giám sát các bộ phận thuộc hành pháp.
- Chủ tọa các buổi họp của Chính phủ.
- Đề cử và bãi miễn các Bộ trưởng.
- Cho phép việc thi hành pháp luật đối với các Bộ trưởng.
- Đồng ký tên, cùng với các bộ trưởng tương ứng, các luật và chỉ thị của chính phủ.
- Tổng tư lệnh của các Lực lượng Phòng vệ.

## Các dấu hiệu

Cờ hiệu của Thủ tướng Nhật Bản
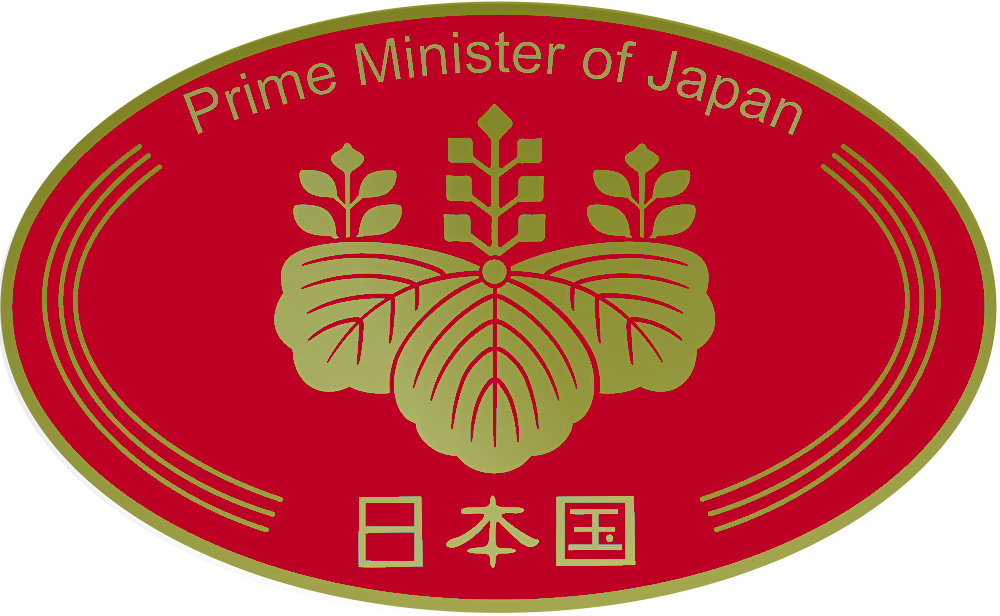
Biểu trưng của Thủ tướng Nhật Bản gắn trên bục phát biểu, có 2 loại xanh và đỏ
Biểu trưng của Chính phủ và Thủ tướng Nhật Bản

## Lịch sử
Sau cuộc Minh Trị Duy tân, hệ thống Thái chính quan, được sử dụng trong giai đoạn Nara, được sử dụng như là một chính thể của nhà nước Nhật Bản. Các thế lực chính trị của người đứng đầu của họ, Thái Chính Đại Thần và những người cận vệ của ông, Tả Đại thần và Nội Đại thần mang đầy tham vọng là thường xuyên mâu thuẫn với các vị trí khác như là Sangi. Trong những năm 1880, Itō Hirobumi, lúc đó là một trong các Sangi, bắt đầu xem xét việc cải cách các tổ chức nhà nước. Vào năm 1882, Ito và những người nhân viên của ông, Itō Miyoji và Saionji Kinmochi, công du tới châu Âu và nghiên cứu các hiến pháp trong các nước quân chủ lập hiến, Đế quốc Anh và Đế quốc Đức. Sau khi quay trở về Nhật, Ito vận động lập ra một Hiến pháp và một hệ thống nhà nước hiện đại và thuyết phục những thế lực bảo thủ ủng hộ dự định của ông.
Vào 22 tháng 12 năm 1885, Sắc lệnh Thái chính quan số 69 được ban hành, bãi bỏ hệ thống Thái chính quan và thiết lập chức vụ Nội các Tổng lý Đại thần cùng với Nội các Nhật Bản.

## Nơi ở và làm việc chính thức

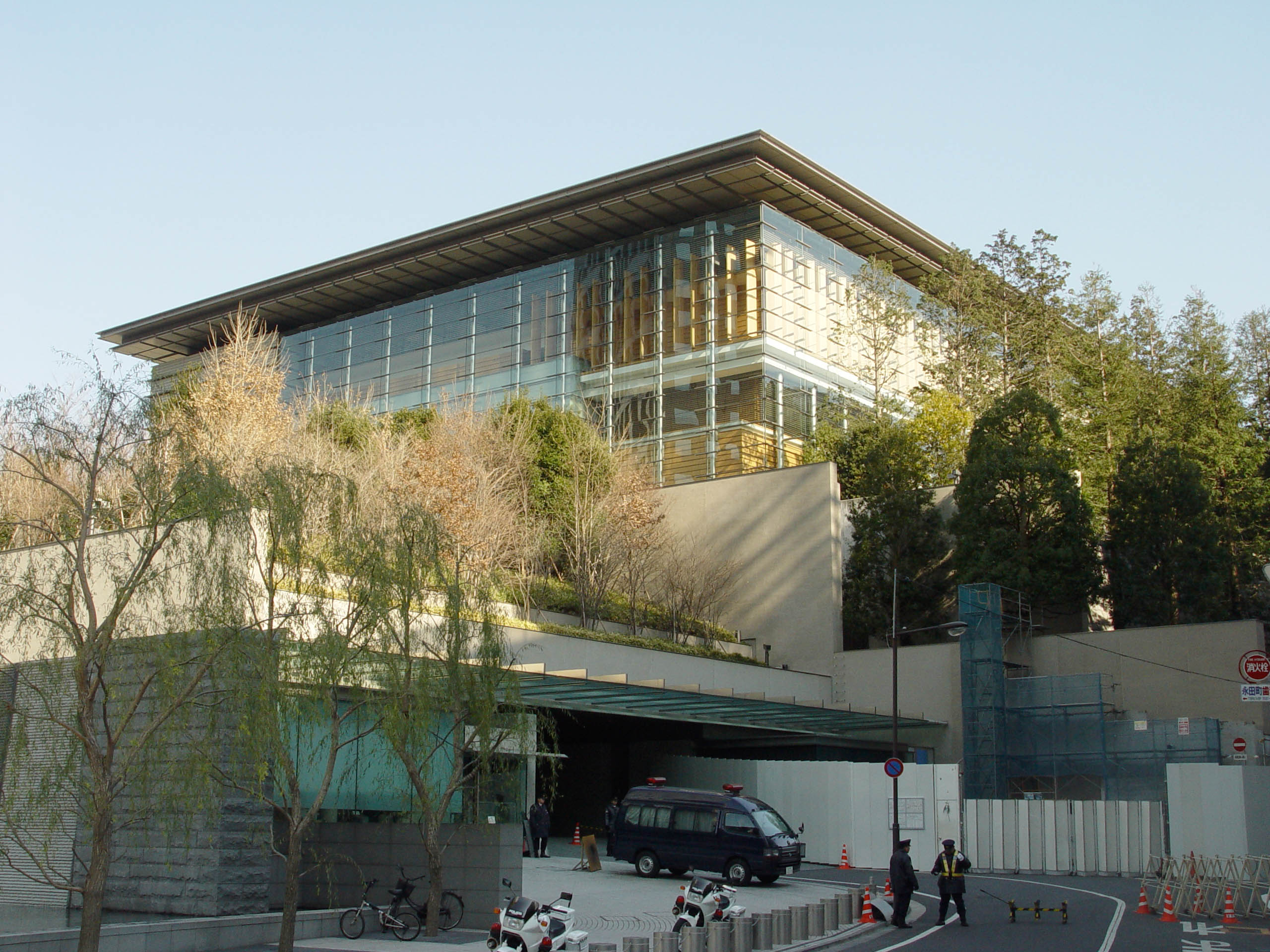
Phủ Thủ tướng, nơi ở và làm việc chính thức của thủ tướng

Phủ Thủ tướng (総理大臣官邸 (Tổng lý Đại thần Quan để) Sōri Daijin Kantei), gọi tắt là Kantei (官邸 (Quan để)) là nơi ở làm việc chính thức của thủ tướng. Địa điểm của nơi này nguyên gốc được sử dụng từ 1929 đến 2002. Về sau, một tòa nhà mới được xây dựng và trở thành văn phòng mới của Thủ tướng vào năm 2002. Văn phòng cũ của Thủ tướng được chuyển thành một nơi ở mới cho quan chức với tên gọi Công để.

## Cách gọi

### Viết tắt
Kể từ khi hệ thống Nội các được thành lập, tên viết tắt của Thủ tướng nói chung là tổng lý đại thần (総理大臣), nhưng ngoài ra, các chữ viết tắt và tên gọi thông thường là Tổng lý (総理) và Thủ tướng (首相) cũng được sử dụng. Tể tướng (宰相) đôi khi được sử dụng như một từ đồng nghĩa.

### Tên tiếng Anh
Tên tiếng Anh chính thức là 「Prime Minister」. Bản dịch tiếng Anh này đã được sử dụng một cách không chính thức như một bản dịch tiếng Anh của 「太政大臣」(Thái chính Đại thần) ngay cả trước khi hệ thống Nội các ra đời. Tuy nhiên, bản dịch tiếng Anh hiện tại không giống trong quá khứ, và bản dịch sang tiếng Đức là 「Minister President of State」(Bộ trưởng Chủ tịch nước) cũng đã được sử dụng trong quá khứ.

## Các ghi nhận

### Quá trình công tác
| Ghi nhận                       | Thủ tướng       | Kỷ lục ghi nhận |
| ------------------------------ | --------------- | --- |

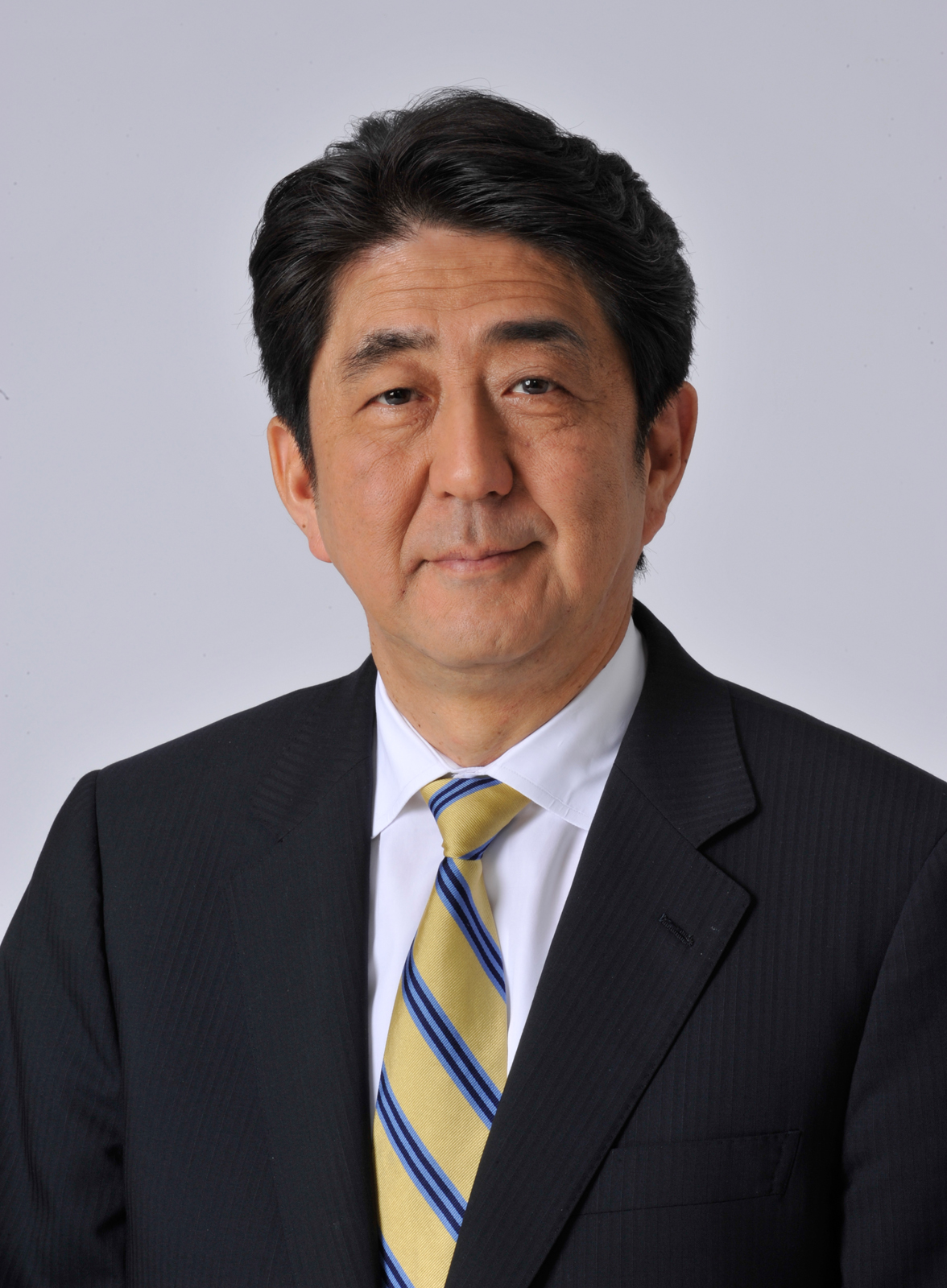
Abe Shinzō

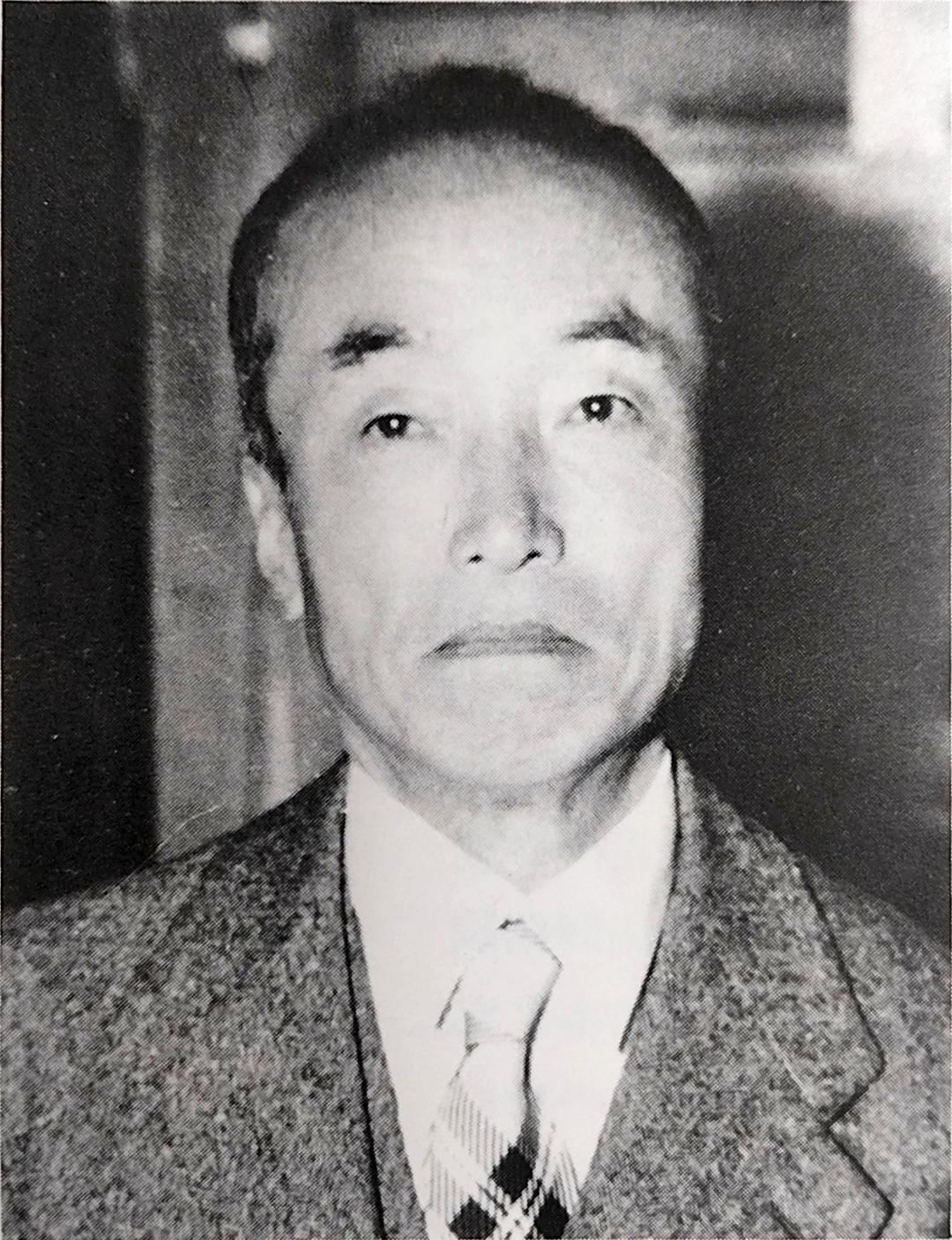
Higashikuni Naruhiko

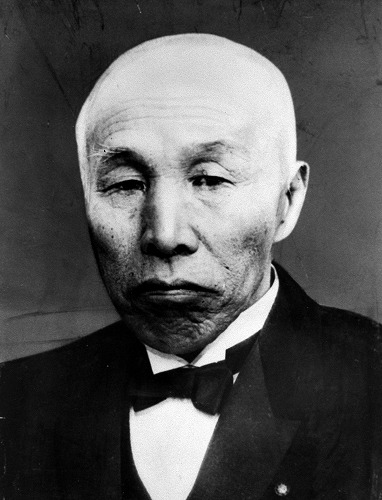
Ōkuma Shigenobu

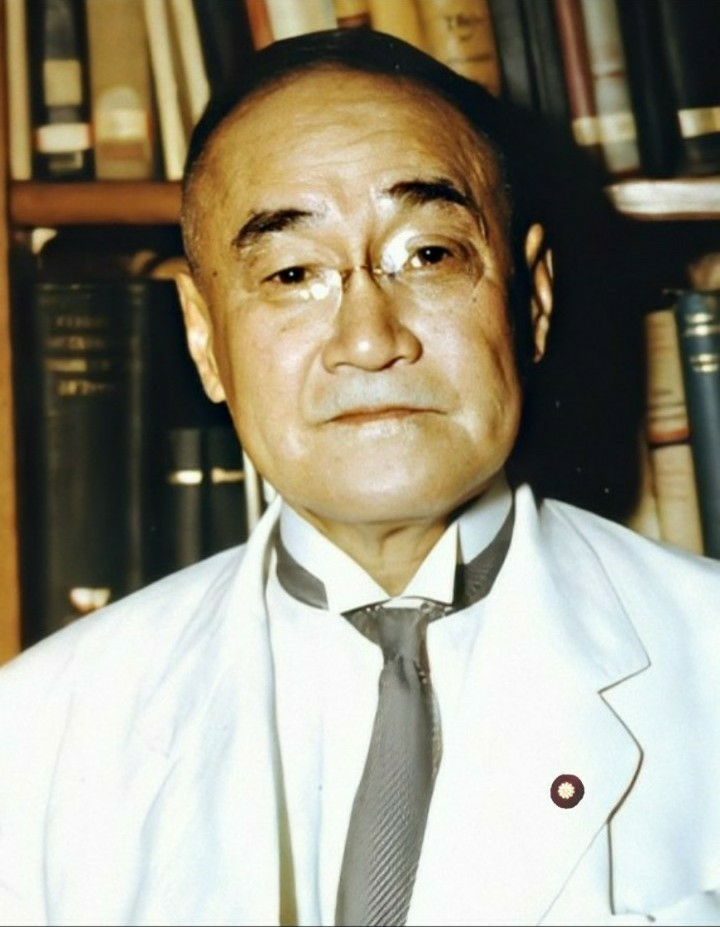
Yoshida Shigeru

| Nhiệm kỳ dài nhất              | Abe Shinzō      | 3188 ngày (khoảng 8 năm 9 tháng) - Lần 1: 26 tháng 9 năm 2006 – 26 tháng 9 năm 2007 - Lần 2, 3 và 4: 26 tháng 12 năm 2012 – 16 tháng 9 năm 2020          |
| Nhiệm kỳ liên tục dài nhất     | Abe Shinzō      | 2822 ngày (khoảng 7 năm 8 tháng) - Lần 2, 3 và 4: 26 tháng 12 năm 2012 – 16 tháng 9 năm 2020                                                             |
| Nhiệm kỳ đơn dài nhất          | Katsura Tarō    | 1681 ngày（khoảng 4 năm 7 tháng） - Lần 1：2 tháng 6 năm 1901 – 7 tháng 1 năm 1906                                                                       |
| Nhiệm kỳ ngắn nhất             | Kishida Fumio   | 38 ngày (khoảng tháng) - Lần 1: 4 tháng 10 năm 2021 – 10 tháng 11 cùng năm                                                                               |
| Cao tuổi nhất khi hết nhiệm kỳ | Ōkuma Shigenobu | Khoảng 78 tuổi 6 tháng (Vào thời điểm nghỉ hưu vào ngày 9 tháng 10 năm 1916)                                                                             |
| Nhậm chức trẻ tuổi nhất        | Itō Hirobumi    | Khoảng 44 tuổi và 2 tháng (Vào thời điểm nhậm chức ngày 22 tháng 12 năm 1885)                                                                            |
| Nhậm chức lớn tuổi nhất        | Suzuki Kantarō  | Khoảng 77 tuổi 2 tháng (Vào thời điểm nhậm chức ngày 7 tháng 4 năm 1945)                                                                                 |
| Tái nhiệm nhiều lần nhất       | Yoshida Shigeru | 5 lần - Lần 1: 22 tháng 5 năm 1946 - Lần 2: 15 tháng 10 năm 1948 - Lần 3: 16 tháng 2 năm 1949 - Lần 4: 30 tháng 10 năm 1952 - Lần 5: 21 tháng 5 năm 1953 |

### Độ dài nhiệm kỳ
| Thứ hạng | Thủ tướng            | Tổng số ngày | Nhiệm kỳ | Thời kỳ               |
| -------- | -------------------- | ------------ | --- | --------------------- |
| 1        | Abe Shinzō           | 3188         | 26 tháng 9 năm 2006 – 26 tháng 9 năm 2007 26 tháng 12 năm 2012 – 16 tháng 9 năm 2020                                                                                     | Bình Thành, Lệnh Hòa  |
| 2        | Katsura Tarō         | 2886         | 2 tháng 6 năm 1901 – 7 tháng 1 năm 1906 14 tháng 7 năm 1908 – 30 tháng 8 năm 1911 21 tháng 12 năm 1912 – 20 tháng 2 năm 1913                                             | Minh Trị, Đại Chính   |
| 3        | Satō Eisaku          | 2798         | 9 tháng 11 năm 1964 – 7 tháng 7 năm 1972 | Chiêu Hòa             |
| 4        | Itō Hirobumi         | 2720         | 22 tháng 12 năm 1885 – 30 tháng 4 năm 1888 8 tháng 8 năm 1892 – 31 tháng 8 năm 1896 12 tháng 1 năm 1898 – 30 tháng 6 năm 1898 19 tháng 10 năm 1900 – 10 tháng 5 năm 1901 | Minh Trị              |
| 5        | Yoshida Shigeru      | 2616         | 22 tháng 5 năm 1946 – 24 tháng 5 năm 1947 15 tháng 10 năm 1948 – 10 tháng 12 năm 1954                                                                                    | Chiêu Hòa             |
| 6        | Koizumi Junichirō    | 1980         | 26 tháng 4 năm 2001 – 26 tháng 9 năm 2006 | Bình Thành            |
| 7        | Nakasone Yasuhiro    | 1806         | 27 tháng 11 năm 1982 – 6 tháng 11 năm 1987 | Chiêu Hòa             |
| 8        | Ikeda Hayato         | 1575         | 19 tháng 7 năm 1960 – 9 tháng 11 năm 1964 | Chiêu Hòa             |
| 9        | Saionji Kinmochi     | 1400         | 7 tháng 1 năm 1906 – 14 tháng 7 năm 1908 30 tháng 8 năm 1911 – 21 tháng 12 năm 1912                                                                                      | Minh Trị, Đại Chính   |
| 10       | Kishi Nobusuke       | 1241         | 31 tháng 1 năm 1957 – 19 tháng 7 năm 1960 | Chiêu Hòa             |
| 11       | Yamagata Aritomo     | 1210         | 24 tháng 12 năm 1889 – 6 tháng 5 năm 1891 8 tháng 11 năm 1898 – 19 tháng 10 năm 1900                                                                                     | Minh Trị              |
| 12       | Hara Takashi         | 1133         | 29 tháng 9 năm 1918 – 4 tháng 11 năm 1921 | Đại Chính             |
| 13       | Kishida Fumio        | 1094         | 4 tháng 10 năm 2021 – 1 tháng 10 năm 2024 | Lệnh Hòa              |
| 14       | Ōkuma Shigenobu      | 1040         | 30 tháng 6 năm 1898 – 8 tháng 11 năm 1898 16 tháng 4 năm 1914 – 9 tháng 10 năm 1916                                                                                      | Minh Trị, Đại Chính   |
| 15       | Konoe Fumimaro       | 1035         | 4 tháng 6 năm 1937 – 5 tháng 1 năm 1939 22 tháng 7 năm 1940 – 18 tháng 10 năm 1941                                                                                       | Chiêu Hòa             |
| 16       | Tōjō Hideki          | 1009         | 18 tháng 10 năm 1941 – 22 tháng 7 năm 1944 | Chiêu Hòa             |
| 17       | Matsukata Masayoshi  | 943          | 6 tháng 5 năm 1891 – 8 tháng 8 năm 1892 18 tháng 9 năm 1896 – 12 tháng 1 năm 1898                                                                                        | Minh Trị              |
| 18       | Hashimoto Ryūtarō    | 932          | 11 tháng 1 năm 1996 – 30 tháng 7 năm 1998 | Bình Thành            |
| 19       | Tanaka Kakuei        | 886          | 7 tháng 7 năm 1972 – 9 tháng 12 năm 1974 | Chiêu Hòa             |
| 20       | Suzuki Zenkō         | 864          | 17 tháng 7 năm 1980 – 27 tháng 11 năm 1982 | Chiêu Hòa             |
| 21       | Kaifu Toshiki        | 818          | 10 tháng 8 năm 1989 – 5 tháng 11 năm 1991 | Bình Thành            |
| 22       | Tanaka Giichi        | 805          | 20 tháng 4 năm 1927 – 2 tháng 7 năm 1929 | Chiêu Hòa             |
| 23       | Saitō Makoto         | 774          | 26 tháng 5 năm 1932 – 8 tháng 7 năm 1934 | Chiêu Hòa             |
| 24       | Miki Takeo           | 747          | 9 tháng 12 năm 1974 – 24 tháng 12 năm 1976 | Chiêu Hòa             |
| 25       | Hatoyama Ichirō      | 745          | 10 tháng 12 năm 1954 – 23 tháng 12 năm 1956 | Chiêu Hòa             |
| 26       | Terauchi Masatake    | 721          | 9 tháng 10 năm 1916 – 29 tháng 9 năm 1918 | Đại Chính             |
| 27       | Fukuda Takeo         | 714          | 24 tháng 12 năm 1976 – 7 tháng 12 năm 1978 | Chiêu Hòa             |
| 28       | Wakatsuki Reijirō    | 690          | 30 tháng 1 năm 1926 – 20 tháng 4 năm 1927 14 tháng 4 năm 1931 – 13 tháng 12 năm 1931                                                                                     | Đại Chính, Chiêu Hòa  |
| 29       | Hamaguchi Osachi     | 652          | 2 tháng 7 năm 1929 – 14 tháng 4 năm 1931 | Chiêu Hòa             |
| 30       | Miyazawa Kiichi      | 644          | 5 tháng 11 năm 1991 – 9 tháng 8 năm 1993 | Bình Thành            |
| 31       | Obuchi Keizō         | 616          | 30 tháng 7 năm 1998 – 5 tháng 4 năm 2000 | Bình Thành            |
| 32       | Okada Keisuke        | 611          | 8 tháng 7 năm 1934 – 9 tháng 3 năm 1936 | Chiêu Hòa             |
| 33       | Katō Takaaki         | 597          | 11 tháng 6 năm 1924 – 28 tháng 1 năm 1926 | Đại Chính             |
| 34       | Takeshita Noboru     | 576          | 6 tháng 11 năm 1987 – 3 tháng 6 năm 1989 | Chiêu Hòa, Bình Thành |
| 35       | Murayama Tomiichi    | 561          | 30 tháng 6 năm 1994 – 11 tháng 1 năm 1996 | Bình Thành            |
| 36       | Ōhira Masayoshi      | 554          | 7 tháng 12 năm 1978 – 12 tháng 6 năm 1980 | Chiêu Hòa             |
| 37       | Yamamoto Gonbee      | 549          | 20 tháng 2 năm 1913 – 16 tháng 4 năm 1914 2 tháng 9 năm 1923 – 7 tháng 1 năm 1924                                                                                        | Đại Chính             |
| 38       | Kuroda Kiyotaka      | 544          | 8 tháng 8 năm 1892 – 31 tháng 8 năm 1896 | Minh Trị              |
| 39       | Noda Yoshihiko       | 482          | 2 tháng 9 năm 2011 – 26 tháng 12 năm 2012 | Bình Thành            |
| 40       | Kan Naoto            | 452          | 8 tháng 6 năm 2010 – 2 tháng 9 năm 2011 | Bình Thành            |
| 41       | Katō Tomosaburō      | 439          | 12 tháng 6 năm 1922 – 24 tháng 8 năm 1923 | Đại Chính             |
| 42       | Mori Yoshirō         | 387          | 5 tháng 4 năm 2000 – 26 tháng 4 năm 2001 | Bình Thành            |
| 43       | Suga Yoshihide       | 384          | 16 tháng 9 năm 2020 – 4 tháng 10 năm 2021 | Lệnh Hòa              |
| 44       | Fukuda Yasuo         | 365          | 26 tháng 9 năm 2007 – 24 tháng 9 năm 2008 | Bình Thành            |
| 45       | Asō Tarō             | 358          | 24 tháng 9 năm 2008 – 16 tháng 9 năm 2009 | Bình Thành            |
| 46       | Hirota Kōki          | 331          | 9 tháng 3 năm 1936 – 2 tháng 2 năm 1937 | Chiêu Hòa             |
| 47       | Katayama Tetsu       | 292          | 24 tháng 5 năm 1947 – 10 tháng 3 năm 1948 | Chiêu Hòa             |
| 48       | Ishiba Shigeru       | 312          | 1 tháng 10 năm 2024 – đương nhiệm | Lệnh Hòa              |
| 49       | Hatoyama Yukio       | 266          | 16 tháng 9 năm 2009 – 8 tháng 6 năm 2010 | Bình Thành            |
| 50       | Hosokawa Morihiro    | 263          | 9 tháng 8 năm 1993 – 28 tháng 4 năm 1994 | Bình Thành            |
| 51       | Koiso Kuniaki        | 260          | 22 tháng 7 năm 1944 – 7 tháng 4 năm 1945 | Chiêu Hòa             |
| 52       | Hiranuma Kiichirō    | 238          | 5 tháng 1 năm 1939 – 30 tháng 8 năm 1939 | Chiêu Hòa             |
| 53       | Shidehara Kijūrō     | 226          | 9 tháng 10 năm 1945 – 22 tháng 5 năm 1946 | Chiêu Hòa             |
| 54       | Ashida Hitoshi       | 220          | 10 tháng 3 năm 1948 – 15 tháng 10 năm 1948 | Chiêu Hòa             |
| 55       | Takahashi Korekiyo   | 212          | 13 tháng 11 năm 1921 – 12 tháng 6 năm 1922 | Chiêu Hòa             |
| 56       | Yonai Mitsumasa      | 189          | 16 tháng 1 năm 1940 – 22 tháng 7 năm 1940 | Chiêu Hòa             |
| 57       | Kiyoura Keigo        | 157          | 7 tháng 1 năm 1924 – 11 tháng 6 năm 1924 | Đại Chính             |
| 58       | Inukai Tsuyoshi      | 156          | 13 tháng 12 năm 1931 – 15 tháng 5 năm 1932 | Chiêu Hòa             |
| 59       | Abe Nobuyuki         | 140          | 30 tháng 8 năm 1939 – 16 tháng 1 năm 1940 | Chiêu Hòa             |
| 60       | Suzuki Kantarō       | 133          | 7 tháng 4 năm 1945 – 17 tháng 8 năm 1945 | Chiêu Hòa             |
| 61       | Hayashi Senjūrō      | 123          | 2 tháng 2 năm 1937 – 4 tháng 6 năm 1937 | Chiêu Hòa             |
| 62       | Uno Sōsuke           | 69           | 3 tháng 6 năm 1989 – 10 tháng 8 năm 1989 | Bình Thành            |
| 63       | Ishibashi Tanzan     | 65           | 23 tháng 12 năm 1956 – 31 tháng 1 năm 1957 | Chiêu Hòa             |
| 64       | Hata Tsutomu         | 64           | 28 tháng 4 năm 1994 – 30 tháng 6 năm 1994 | Bình Thành            |
| 65       | Higashikuni Naruhiko | 54           | 17 tháng 8 năm 1945 – 9 tháng 10 năm 1945 | Chiêu Hòa             |

### Kết thúc nhiệm kỳ do bệnh tật

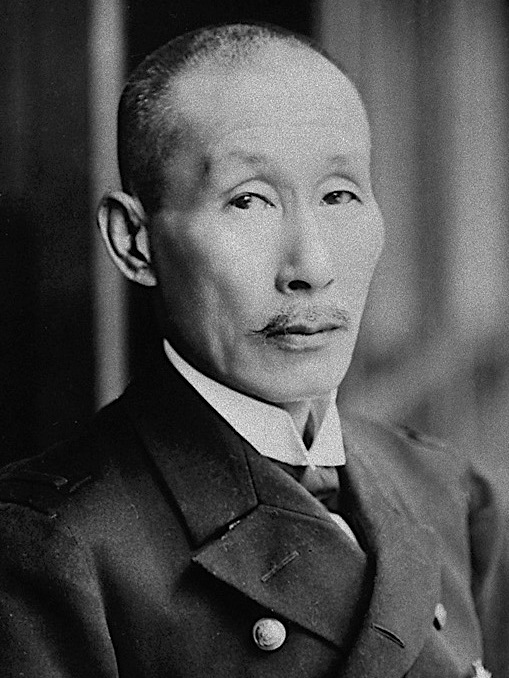
Katō Tomosaburō

| Ghi nhận                                  | Thủ tướng        | Nguyên cớ |
| ----------------------------------------- | ---------------- | --- |
| Qua đời trong nhiệm kỳ vì bạo bệnh        | Katō Tomosaburō  | Katō Tomosaburō bị ung thư đại trực tràng. Ông mất tại nhà riêng của mình ở Aoyama. |
| Qua đời trong nhiệm kỳ vì bạo bệnh        | Katō Takaaki     | Katō Takaaki bị suy tim cấp do nhồi máu cơ tim. Ông bị viêm thận mãn tính và bệnh tim trong một thời gian, nhưng tình trạng của ông đột ngột trở nên tồi tệ hơn tại Quốc hội và ông qua đời 6 ngày sau đó. |
| Qua đời trong nhiệm kỳ vì bạo bệnh        | Ōhira Masayoshi  | Ōhira Masayoshi mắc bệnh suy tim cấp do nhồi máu cơ tim. Trong quá trình vận động tranh cử, ông đột quỵ do làm việc quá sức và rối loạn nhịp tim và được đưa vào Bệnh viện Toranomon. Mười hai ngày sau, ông bị nhồi máu cơ tim và qua đời. |
| Qua đời ngay sau khi nghỉ hưu vì bạo bệnh | Obuchi Keizō     | Nhồi máu não. Phát bệnh tại Văn phòng Thủ tướng, và được khẩn cấp chuyển vào Phòng khám Juntendo trực thuộc Trường Y Đại học Juntendo, nhưng đã nghỉ hưu do hôn mê. Ông mất khoảng một tháng rưỡi sau đó do không tỉnh lại. |
| Từ chức vì bệnh                           | Ishibashi Tanzan | Ishibashi bị nhồi máu não. Tuy nhiên, thông báo chính thức lúc đó là "Ông bị cảm lạnh và bị viêm phổi, đồng thời được phát hiện có dấu hiệu nhồi máu não". "Cần nghỉ ngơi một tháng", ông đã tuyên bố từ chức vào cùng ngày. Sau đó, tình trạng của ông hồi phục và tiếp tục sống đến hết đời. |
| Từ chức vì bệnh                           | Ikeda Hayato     | Ikeda bị ung thư thanh quản. Ông đã được đưa vào Trung tâm Ung thư Quốc gia để điều trị, nhưng đã tuyên bố từ chức sau đó khoảng một tháng rưỡi. Chín tháng sau, ông được phẫu thuật cắt bỏ khối u tại Bệnh viện Đại học Tokyo, nhưng qua đời vì viêm phổi ngay sau cuộc phẫu thuật. |
| Từ chức vì bệnh                           | Abe Shinzō       | Lần đầu Abe làm Thủ tướng năm 2006, ông bị suy yếu do suy giảm chức năng đường tiêu hóa. Ông mắc bệnh mãn tính (viêm loét đại tràng) từ thời là học sinh Trung học. Sau khi bày tỏ sự từ chức, ông được khẩn cấp đưa vào Bệnh viện Đại học Keio. Sau đó, sau cuộc bầu cử chủ tịch Đảng Dân chủ Tự do năm 2012 và cuộc tổng tuyển cử Hạ viện lần thứ 46, ông được tái bổ nhiệm làm chủ tịch Đảng Dân chủ Tự do và Thủ tướng, nhưng vào tháng 8 năm 2020, bệnh viêm loét đại tràng tái phát và ông tuyên bố từ chức. |

### Ám sát

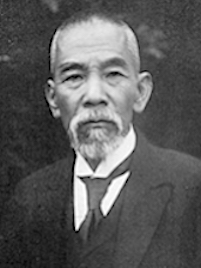
Inukai Tsuyoshi

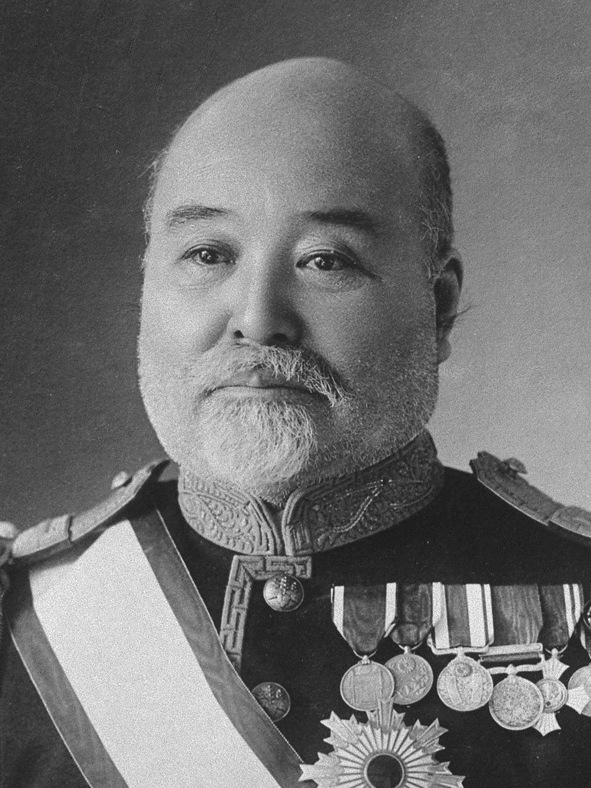
Takahashi Koreikiyo

| Ghi nhận                                                 | Thủ tướng                                           | Sự việc |
| -------------------------------------------------------- | --------------------------------------------------- | --- |
| Thủ tướng bị ám sát trong nhiệm kỳ                       | Hara Takashi                                        | Hara bị Nakaoka Konichi, một nhân viên của ga Tokyo, đâm trong khuôn viên của ga Tokyo bằng thanh đoản đao năm inch với một lưỡi dao xuyên qua phổi và tim và chết ngay lập tức. |
| Thủ tướng bị ám sát trong nhiệm kỳ                       | Hamaguchi Osachi (lúc qua đời là nguyên Thủ tướng） | Hamaguchi bị Sagoya Tomeo, người thuộc một nhóm cực hữu, bắn tại sân ga Tokyo. Một viên đạn gây thương tích nặng tới tận xương chậu, bốn tháng sau mới được đưa đi bệnh viện, nhưng triệu chứng ngày càng nặng, một tháng sau ông từ chức Thủ tướng, và chết sau đó 4 tháng.                                 |
| Thủ tướng bị ám sát trong nhiệm kỳ                       | Inukai Tsuyoshi                                     | Inukai bị bắn bởi một sĩ quan thanh niên có vũ trang đột nhập vào Văn phòng Thủ tướng. Ông bị trúng hai phát đạn vào má trái và thái dương phải, và qua đời sau khoảng 5 giờ do mất nhiều máu. |
| Cựu Thủ tướng bị ám sát                                  | Itō Hirobumi                                        | Itō bị bắn bởi nhà hoạt động dân tộc chủ nghĩa Hàn Quốc An Jung-geun trong khuôn viên nhà ga Cáp Nhĩ Tân ở Mãn Châu. Ông bị trúng ba phát đạn và chết sau đó khoảng 30 phút. Vào thời điểm đó, Itō là Chủ tịch Hội đồng Cơ mật.                                                                              |
| Cựu Thủ tướng bị ám sát                                  | Takahashi Korekiyo                                  | Takahashi bị bắn bởi một sĩ quan thanh niên có vũ trang đột nhập vào nơi ở của Akasaka. Sau khi trúng ba phát đạn, ông bị một thanh binh đao đâm xuyên qua và chết ngay lập tức. Khi đó, Takahashi là Bộ trưởng Bộ Tài chính.                                                                                |
| Cựu Thủ tướng bị ám sát                                  | Saitō Makoto                                        | Saitō bị bắn bởi một sĩ quan thanh niên có vũ trang đột nhập vào nơi ở của Yotsuya. Ông bị bắn bằng 40 viên đạn đại súng máy và chết ngay lập tức. Khi đó, Saito là Bộ trưởng Bộ Nội vụ. |
| Cựu Thủ tướng bị ám sát                                  | Abe Shinzō                                          | Abe bị bắn bởi một cựu sĩ quan khi đang phát biểu tại Thành phố Nara, Nhật Bản. Ông bị bắn bởi 2 phát đạn bằng súng tự chế và đã qua đời |
| Thủ tướng có cáo phó trên báo nhưng chưa thật sự qua đời | Yamamoto Gonnohyōe                                  | Tin đồn lan truyền rằng Yamamoto sẽ bị ám sát vào ngày ông được bổ nhiệm làm người đứng đầu Nội các Yamamoto lần hai. Thật trùng hợp, đó là ngay sau đại thảm họa động đất Kantō năm 1923, và các câu hỏi không được trả lời, và một số tờ báo của thành phố Mito đã được xuất bản dưới dạng ấn bản bổ sung. |
| Thủ tướng có cáo phó trên báo nhưng chưa thật sự qua đời | Okada Keisuke                                       | Một sĩ quan thanh niên có vũ trang đột nhập vào Văn phòng Thủ tướng đã bắn chết anh rể của Okada, Matsuo Denzō, người trông rất giống Okada. Một sĩ quan trẻ đã xác định nhầm Matsuo thành Okada đã thông báo về cái chết của Thủ tướng.                                                                     |

### Liên quan đếnTòa án Quân sự Quốc tế vùng Viễn Đông

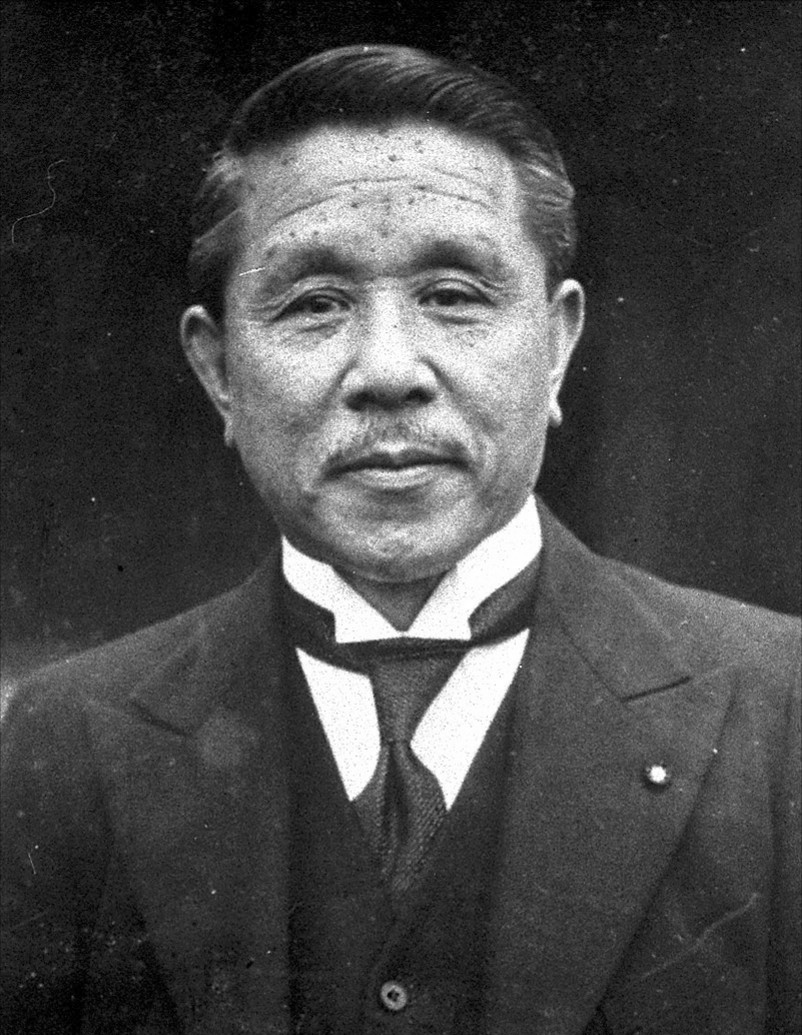
Hirota Kōki

| Ghi nhận                                         | Thủ tướng         | Sự việc |
| ------------------------------------------------ | ----------------- | --- |
| Nguyên Thủ tướng tự tử trước khi bị bắt          | Konoe Fumimaro    | Theo lệnh của Tư lệnh tối cao của Lực lượng Đồng minh (GHQ) ông bị bắt như một tội phạm chiến tranh Loại A, ông đã tụ sát bằng kali xyanua tại nơi ở trước khi trời sáng vào ngày ông sẽ bị bắt.       |
| Nguyên Thủ tướng cố gắng tự tử nhưng không thành | Tōjō Hideki       | Theo lệnh của Tư lệnh tối cao của Lực lượng Đồng minh (GHQ) ông bị bắt như một tội phạm chiến tranh Loại A, ông đã bắn vào tim mình bằng một khẩu súng lục tại chính nơi ở của mình, nhưng không chết. |
| Nguyên Thủ tướng bị kết án tử hình               | Tōjō Hideki       | Bị kết án treo cổ và bị xử tử tại Tòa án Quân sự Quốc tế vùng Viễn Đông. |
| Nguyên Thủ tướng bị kết án tử hình               | Hirota Kōki       | Bị kết án treo cổ và bị xử tử tại Tòa án Quân sự Quốc tế vùng Viễn Đông. |
| Nguyên Thủ tướng bị kết án tù chung thân         | Koiso Kuniaki     | Bị kết án tù chung thân tại Tòa án Quân sự Quốc tế vùng Viễn Đông và chết vì bệnh tật trong tù. |
| Nguyên Thủ tướng bị kết án tù chung thân         | Hiranuma Kiichirō | Bị kết án tù chung thân tại Tòa án Quân sự Quốc tế vùng Viễn Đông, và chết vì bệnh tật ngay sau khi được ân xá.                                                                                        |
| Thủ tướng đã bị bắt và bỏ tù                     | Kishi Nobusuke    | Tư lệnh Tối cao của Lực lượng Đồng minh (GHQ) đã ra lệnh bắt ông vì tội phạm chiến tranh Hạng A và bị bỏ tù, nhưng ông được thả mà không bị buộc tội.                                                  |

### Liên quan đến các phiên tòa hình sự

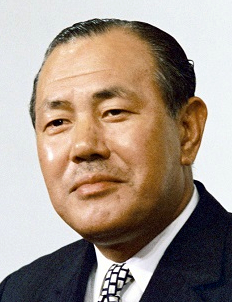
Tanaka Kakuei

| Ghi nhận                                            | Thủ tướng      | Sự việc |
| --------------------------------------------------- | -------------- | --- |
| Cựu Thủ tướng bị bắt và bị buộc tội                 | Ashida Hitoshi | Ashida bị bắt và buộc tội dính líu đến vụ bê bối Shōwadenkō. Tòa án đã xác nhận tại phiên tòa rằng ông vô tội. |
| Cựu Thủ tướng bị bắt và bị buộc tội                 | Tanaka Kakuei  | Tanaka bị bắt và bị buộc tội trong vụ bê bối hối lộ Lockheed. Trong phiên tòa xét xử Tanaka có tội trong lần xử sơ thẩm và lần thứ hai, bác đơn tố cáo do Tanaka đã chết trong quá trình xét xử phiên tòa phúc thẩm.                                                                                  |
| Cựu Thủ tướng bị kết án tại phiên tòa               | Tanaka Kakuei  | Tanaka bị bắt và bị buộc tội trong vụ bê bối hối lộ Lockheed. Trong phiên tòa xét xử Tanaka có tội trong lần xử sơ thẩm và lần thứ hai, bác đơn tố cáo do Tanaka đã chết trong quá trình xét xử phiên tòa phúc thẩm.                                                                                  |
| Thủ tướng đã bị bắt và bị truy tố                   | Tanaka Kakuei  | Tanaka đã bị bắt và bị buộc tội với Cơ quan Tài phán Nhà nước về mỏ than khi ông còn là Thứ trưởng Bộ Tư pháp. Tòa án đã xác nhận tại phiên tòa rằng ông vô tội. |
| Thủ tướng đã bị bắt và bị truy tố                   | Fukuda Takeo   | Fukuda bị bắt và buộc tội liên quan đến vụ bê bối Shōwadenkō khi ông còn là Cục trưởng Cục Kế toán Bộ Tài chính. Tòa án đã xác nhận tại phiên tòa rằng ông vô tội. |
| Thủ tướng từng bị buộc tội yêu cầu cho phép bắt giữ | Satō Eisaku    | Văn phòng Công tố quận Tokyo đã nộp đơn yêu cầu cấp phép bắt giữ vì vụ bê bối đóng tàu khi ông còn là Tổng thư ký của Đảng Tự do, nhưng Bộ trưởng Bộ Tư pháp đã thc thi quyền chỉ huy và đình chỉ việc bắt giữ. Sau đó, ông bị buộc tội tại nhà, nhưng được miễn lệnh ân xá thành viên Liên Hợp Quốc. |

### Chức vụ

#### Lập pháp
| Ghi nhận                                                    | Thủ tướng        | Nhiệm kỳ |
| ----------------------------------------------------------- | ---------------- | --- |
| Thủ tướng từng là Chủ tịch Quý tộc viện                     | Itō Hirobumi     | 24 tháng 10 năm 1890 – 21 tháng 7 năm 1891 |
| Thủ tướng từng là Chủ tịch Quý tộc viện                     | Konoe Fumimaro   | 9 tháng 6 năm 1933 – 7 tháng 6 năm 1937 |

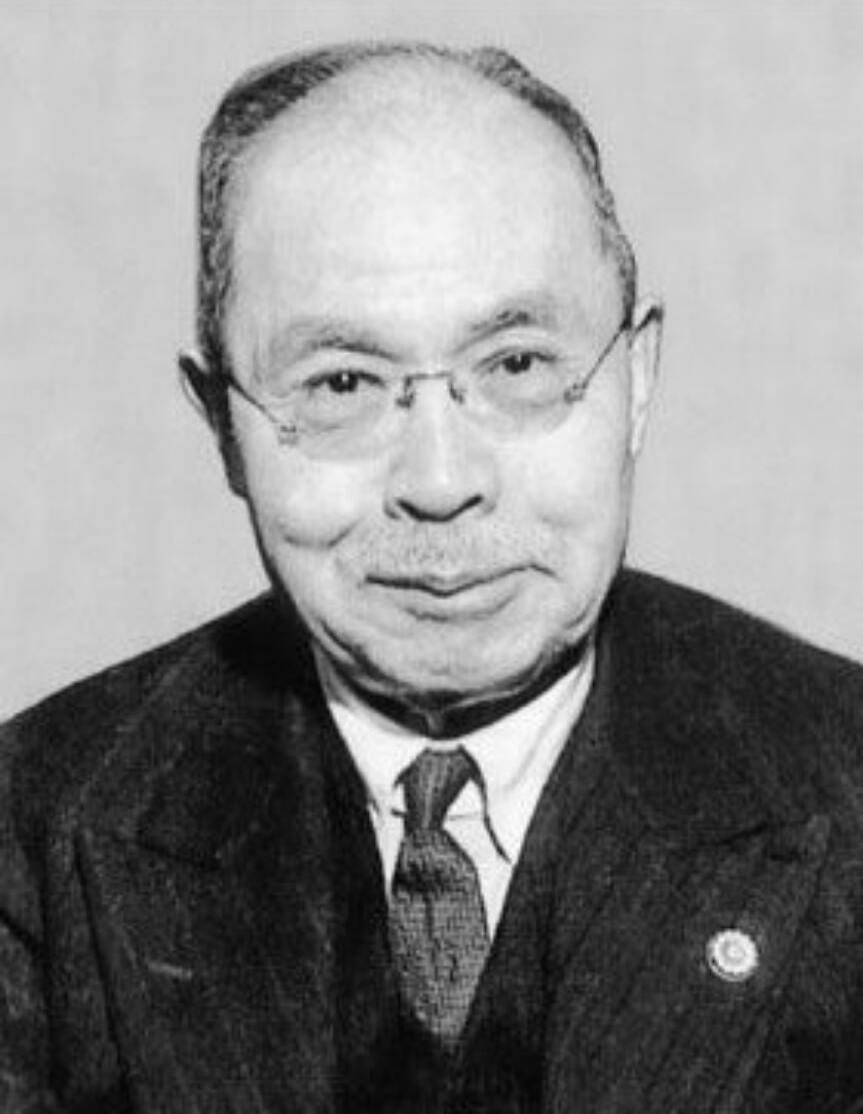
Shidehara Kijūrō

| Cựu Thủ tướng sau này trở thành Chủ tịch Quý tộc viện       | Itō Hirobumi     | 24 tháng 10 năm 1890 – 21 tháng 7 năm 1891 Sau khi từ chức thủ Tướng nhiệm kỳ đầu tiên, ông trở thành Chủ tịch Quý tộc viện, và từ đó lại được bổ nhiệm làm Thủ tướng. |
| Cựu Thủ tướng sau này trở thành Nghị trưởng Chúng Nghị viện | Shidehara Kijūrō | 11 tháng 2 năm 1949 – 10 tháng 3 năm 1951 |

#### Hành pháp

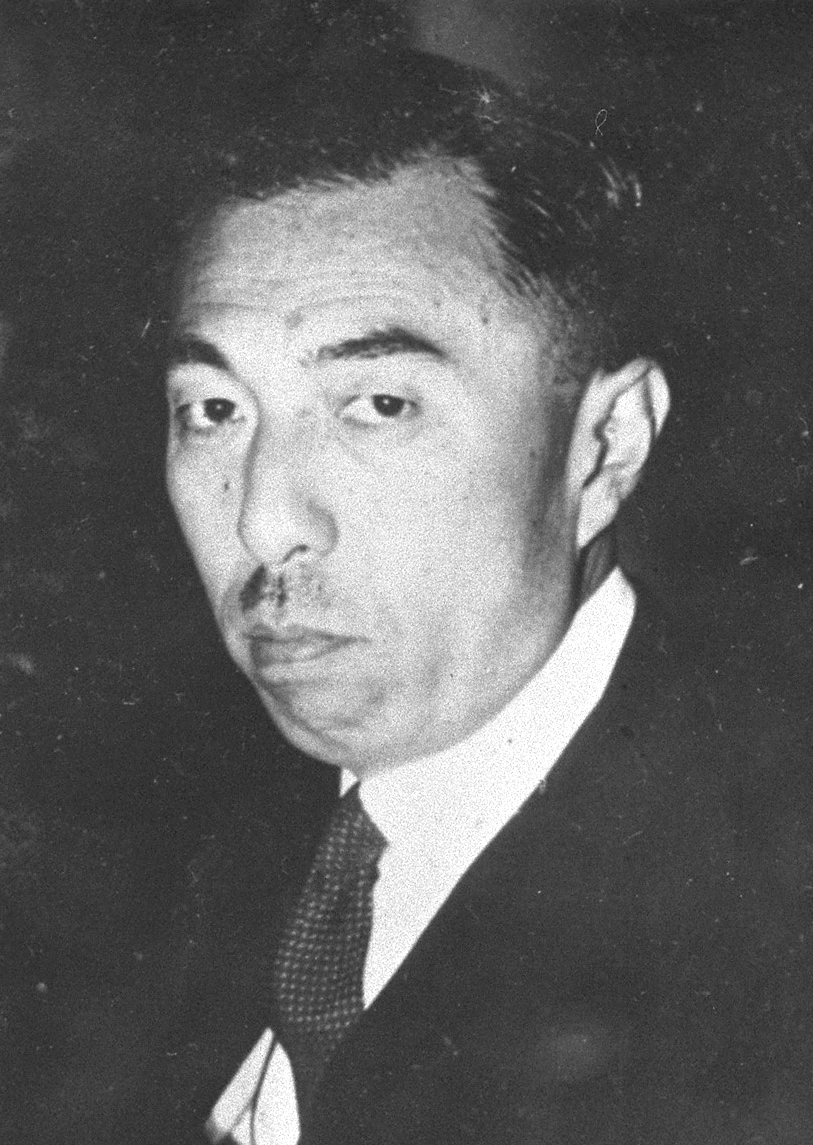
Konoe Fumimaro

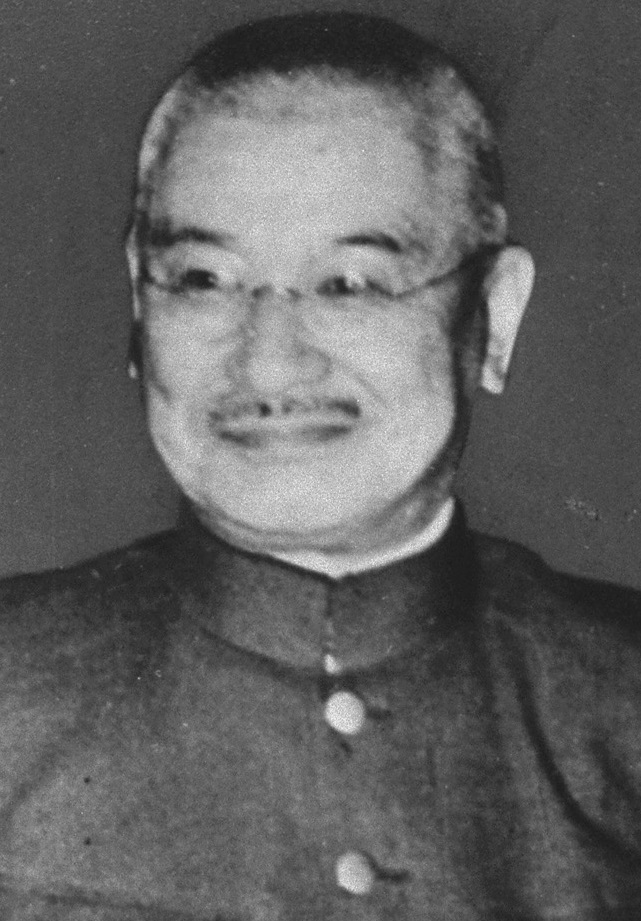
Abe Nobuyuki

| Ghi nhận                                                                          | Thủ tướng            | Nguyên nhân |
| --------------------------------------------------------------------------------- | -------------------- | --- |
| Thủ tướng chưa có kinh nghiệm làm Bộ trưởng Bộ Ngoại giao tại thời điểm nhậm chức | Itō Hirobumi         | Itō là một chí sĩ, và được bổ nhiệm làm Thủ tướng đầu tiên sau khi giữ chức Thống đốc tỉnh Hyogo (vào thời điểm đó, được bầu chính thức), Lãnh chúa Công nghiệp và Lãnh chúa Nội vụ. |
| Thủ tướng chưa có kinh nghiệm làm Bộ trưởng Bộ Ngoại giao tại thời điểm nhậm chức | Konoe Fumimaro       | Konoe là một công tước, và sau khi bổ nhiệm làm Chủ tịch Quý tộc viện, sau đó ông được bổ nhiệm làm Thủ tướng. |
| Thủ tướng chưa có kinh nghiệm làm Bộ trưởng Bộ Ngoại giao tại thời điểm nhậm chức | Abe Nobuyuki         | Abe là lính Lục quân, và được bổ nhiệm làm Thủ tướng sau khi giữ chức vụ Tư lệnh Quân đội Đài Loan và cố vấn quân sự. |
| Thủ tướng chưa có kinh nghiệm làm Bộ trưởng Bộ Ngoại giao tại thời điểm nhậm chức | Suzuki Kantarō       | Suzuki là lính Hải quân, và sau khi giữ chức Tổng tư lệnh Hạm đội Trục và Tổng tham mưu trưởng Hải quân Đế quốc Nhật Bản, ông vào Hoàng cung và phục vụ Thiên hoàng Chiêu Hòa với tư cách là một hầu phòng trong một thời gian dài. Ông bị thương nặng trong Biến cố ngày 26 tháng 2, nhưng đã bình phục, và sau đó được bổ nhiệm làm Thủ tướng sau khi giữ chức Chủ tịch Hội đồng Cơ mật                                                                                  |
| Thủ tướng chưa có kinh nghiệm làm Bộ trưởng Bộ Ngoại giao tại thời điểm nhậm chức | Higashikuni Naruhiko | Hoàng tử Higashikuni Naruhiko, một thành viên gia đình hoàng gia, là một quân nhân và được bổ nhiệm làm Thủ tướng sau khi giữ chức Tư lệnh Lục quân thứ hai và Bộ Tư lệnh Quốc phòng. |
| Thủ tướng chưa có kinh nghiệm làm Bộ trưởng Bộ Ngoại giao tại thời điểm nhậm chức | Katayama Tetsu       | Sau khi làm luật sư và trở thành Chúng Nghị viên Chúng Nghị viện, Katayama giữ chức vụ tổng thư ký Đảng Xã hội Nhật Bản và Chủ tịch Đảng Xã hội Nhật Bản. và Đảng Hợp tác Quốc gia, và được bổ nhiệm làm Thủ tướng. |
| Thủ tướng chưa có kinh nghiệm làm Bộ trưởng Bộ Ngoại giao tại thời điểm nhậm chức | Hosokawa Morihiro    | Hosokawa trở thành Chúng Nghị viên Chúng Nghị viện sau khi giữ chức vụ Ủy viên Chúng Nghị viện, Thứ trưởng Bộ Tài chính và Thống đốc tỉnh Kumamoto. Ông được đề cử làm người đứng đầu cơ quan hành chính và được bổ nhiệm làm Thủ tướng. |
| Thủ tướng chưa có kinh nghiệm làm Bộ trưởng Bộ Ngoại giao tại thời điểm nhậm chức | Murayama Tomiichi    | Sau khi phục vụ với tư cách là Chúng Nghị viên Chúng Nghị viện sau khi làm thành viên của Hội đồng tỉnh Ōita, Murayama giữ chức vụ chủ tịch đặc biệt về các vấn đề giá cả của Chúng Nghị viện, chủ tịch Ủy ban đối phó của Quốc hội Đảng Xã hội Nhật Bản, và Chủ tịch Đảng Xã hội Nhật Bản và sau đó được bổ nhiệm làm Thủ tướng. |
| Thủ tướng chưa có kinh nghiệm làm Bộ trưởng Bộ Ngoại giao tại thời điểm nhậm chức | Hatoyama Yukio       | Hatoyama trở thành Chúng Nghị viên Chúng Nghị viện sau khi làm trợ lý giáo sư tại Khoa Quản trị Kinh doanh của trường đại học Senshū, và sau khi giữ chức Phó Tổng Thư ký Ban Thư ký Nội các, Tổng Thư ký Đảng Dân chủ, và Đại diện của Đảng Dân chủ, sau khi Đảng Dân chủ thắng lớn trong cuộc tổng tuyển cử lần thứ 45, Đảng Dân chủ, Đảng Dân chủ Xã hội và Quốc dân Tân đảng đề cử ông làm thủ lĩnh liên minh ba đảng của các đảng mới và được bổ nhiệm làm Thủ tướng. |

#### Xu mật viện
| Ghi nhận                                   | Thủ tướng         | Thông tin |
| ------------------------------------------ | ----------------- | --- |
| Thủ tướng từng là Chủ tịch Hội đồng Cơ mật | Itō Hirobumi      | Sau khi từ chức Thủ tướng nhiệm kỳ đầu tiên, ông trở thành Chủ tịch đầu tiên của Xu mật viện, và sau đó được bầu lại.           |
| Thủ tướng từng là Chủ tịch Hội đồng Cơ mật | Yamagata Aritomo  | Sau khi từ chức Thủ tướng nhiệm kỳ đầu tiên, ông trở thành Chủ tịch Hội đồng Cơ mật, và sau đó được bầu lại.                    |
| Thủ tướng từng là Chủ tịch Hội đồng Cơ mật | Saionji Kinmochi  | Sau khi đảm nhận chức vụ Chủ tịch Xu mật viện, ông trở thành Thủ tướng.                                                         |
| Thủ tướng từng là Chủ tịch Hội đồng Cơ mật | Kiyoura Keigo     | Khi còn là Chủ tịch Xu mật viện, ông bị giáng xuống trở thành Thủ tướng.                                                        |
| Thủ tướng từng là Chủ tịch Hội đồng Cơ mật | Hiranuma Kiichirō | Khi còn là Chủ tịch Xu mật viện, ông bị giáng xuống trở thành Thủ tướng.                                                        |
| Thủ tướng từng là Chủ tịch Hội đồng Cơ mật | Konoe Fumimaro    | Sau khi từ chức Thủ tướng nhiệm kỳ đầu tiên, ông trở thành Chủ tịch của Xu mật viện, khi đang tại vị thì trở lại làm Thủ tướng. |
| Thủ tướng từng là Chủ tịch Hội đồng Cơ mật | Suzuki Kantarō    | Khi còn là Chủ tịch Xu mật viện, ông bị giáng xuống trở thành Thủ tướng.                                                        |

#### Tư pháp
| Ghi nhận                                                               | Thủ tướng         | Nhiệm kỳ                                 |
| ---------------------------------------------------------------------- | ----------------- | ---------------------------------------- |
| Thủ tướng từng là Chánh án Tòa án tối cao của cơ quan tư pháp Nhật Bản | Hiranuma Kiichirō | 5 tháng 10 năm 1921 – 6 tháng 9 năm 1923 |

#### Lục quân và Hải quân
| Ghi nhận                                | Thủ tướng            | Hiện trạng |
| --------------------------------------- | -------------------- | --- |
| Thủ tướng từng là một vị tướng Lục quân | Kuroda Kiyotaka      | Vào thời điểm nhậm chức, ông là trung tướng của Quân đội.                                                                   |
| Thủ tướng từng là một vị tướng Lục quân | Yamagata Aritomo     | Khi nhậm chức lần đầu, ông đã là trung tướng của Quân đội. Khi nhậm chức lần hai, ông là một đại tướng của Quân đội.        |
| Thủ tướng từng là một vị tướng Lục quân | Katsura Tarō         | Khi nhậm chức lần đầu và lần hai, ông là một tướng quân. Tướng quân về hưu khi nhậm chức lần ba.                            |
| Thủ tướng từng là một vị tướng Lục quân | Terauchi Masatake    | Vào thời điểm mới nhậm chức, ông đã được phong quân hàm Nguyên soái.                                                        |
| Thủ tướng từng là một vị tướng Lục quân | Tanaka Giichi        | Vào thời điểm nhậm chức, ông là một tướng lĩnh quân đội đã nghỉ hưu.                                                        |
| Thủ tướng từng là một vị tướng Lục quân | Hayashi Senjūrō      | Lúc mới nhậm chức, ông là tướng quân dự bị.                                                                                 |
| Thủ tướng từng là một vị tướng Lục quân | Abe Nobuyuki         | Lúc mới nhậm chức, ông là tướng quân dự bị.                                                                                 |
| Thủ tướng từng là một vị tướng Lục quân | Tōjō Hideki          | Khi nhậm chức, ông được thăng từ Trung tướng Lục quân lên Đại tướng Lục quân.                                               |
| Thủ tướng từng là một vị tướng Lục quân | Koiso Kuniaki        | Lúc mới nhậm chức, ông là tướng quân dự bị.                                                                                 |
| Thủ tướng từng là một vị tướng Lục quân | Higashikuni Naruhiko | Lúc mới nhậm chức là tướng quân.                                                                                            |
| Thủ tướng từng là một vị tướng Hải quân | Yamamoto Gonbee      | Đô đốc tại thời điểm ông nhậm chức lần đầu tiên. Đô đốc về hưu khi ông nhậm chức lần hai.                                   |
| Thủ tướng từng là một vị tướng Hải quân | Katō Tomosaburō      | Đô đốc tại thời điểm nhậm chức, Đô đốc Nguyên soái (di cảo ghi công sau khi chết) khi về hưu (chết trong thời gian tại vị). |
| Thủ tướng từng là một vị tướng Hải quân | Saitō Makoto         | Đô đốc đã nghỉ hưu vào thời điểm mới nhậm chức.                                                                             |
| Thủ tướng từng là một vị tướng Hải quân | Okada Keisuke        | Đô đốc đã nghỉ hưu vào thời điểm mới nhậm chức.                                                                             |
| Thủ tướng từng là một vị tướng Hải quân | Yonai Mitsumasa      | Chuyển từ Đô đốc làm sĩ quan dự bị cùng thời điểm khi nhậm chức.                                                            |
| Thủ tướng từng là một vị tướng Hải quân | Suzuki Kantarō       | Đô đốc đã nghỉ hưu vào thời điểm mới nhậm chức.                                                                             |

#### Trong Hoàng cung
| Ghi nhận                                  | Thủ tướng      | Nhiệm kỳ |
| ----------------------------------------- | -------------- | --- |
| Thủ tướng từng là Nội Đại thần            | Katsura Tarō   | Ngày 21 tháng 8 năm 1912 – 21 tháng 12 năm 1912 Sau khi từ chức Thủ tướng nhiệm kỳ thứ hai, ông trở thành Nội Đại thần, và lại được bổ nhiệm làm Thủ tướng. |
| Thủ tướng từng là Bộ trưởng của Hoàng gia | Itō Hirobumi   | 22 tháng 12 năm 1885 – 16 tháng 9 năm 1887 Do sự tách biệt của 「宮中・府中（行政府）」(Cung Trung・Sảnh Trung (Hàng chính phủ)), người ta quyết định rằng Bộ Gia đình Hoàng gia sẽ không thuộc Nội các, mà Itō tự mình kiêm nhiệm chức Thủ tướng và Bộ trưởng Gia đình Hoàng gia. |
| Thủ tướng từng là Quan Thị tòng           | Katsura Tarō   | Ngày 13 tháng 8 năm 1912 – 21 tháng 12 năm 1912 Katsura cũng từng là Bộ trưởng Nội vụ và Quốc vụ khanh của Nhật Bản. |
| Thủ tướng từng là Quan Thị tòng           | Suzuki Kantarō | 22 tháng 1 năm 1929 – 20 tháng 11 năm 1936 |

### Học vấn

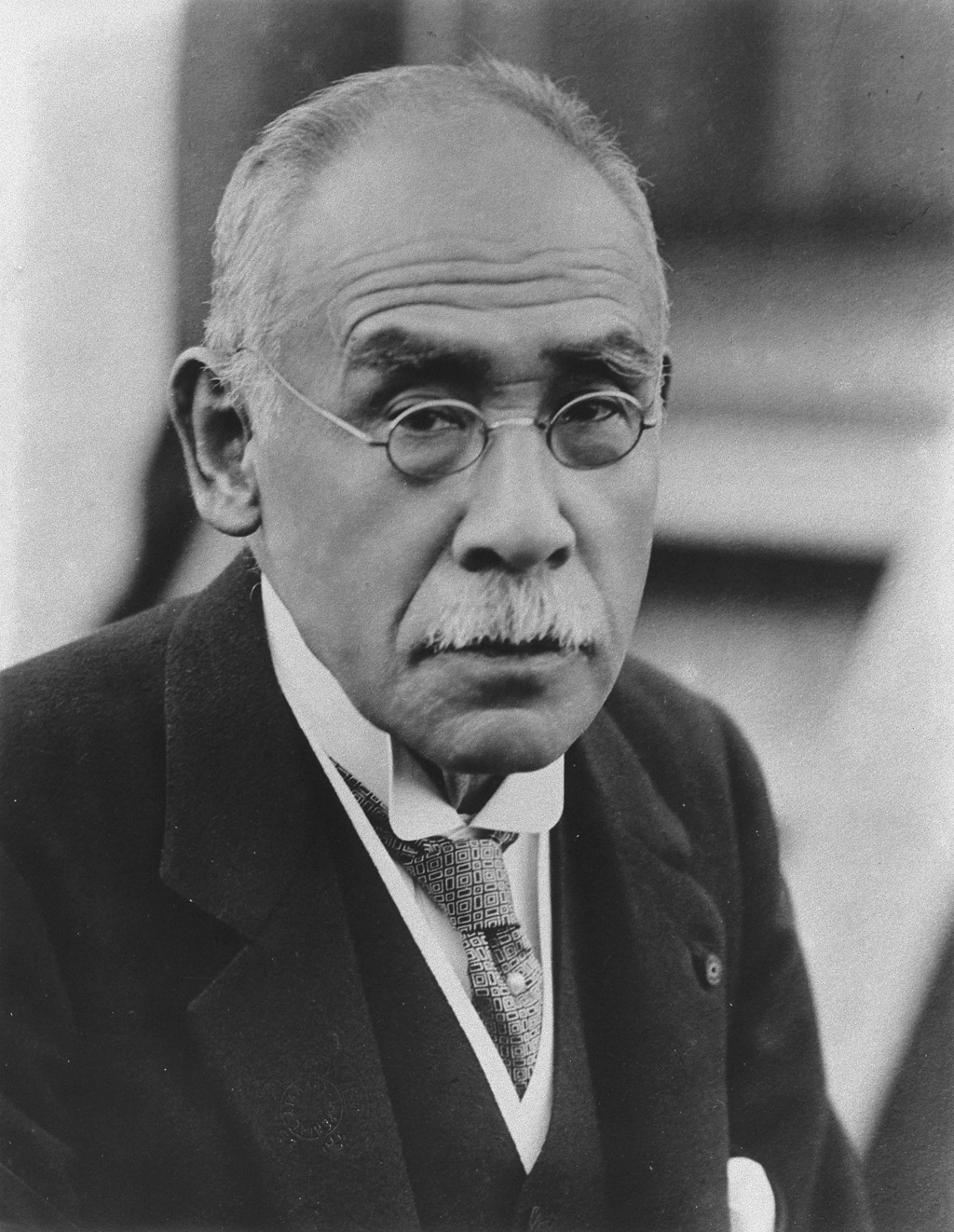
Katō Takaaki

| Ghi nhận                                                       | Thủ tướng         | Thông tin |
| -------------------------------------------------------------- | ----------------- | --- |
| Thủ tướng đầu tiên có bằng Cử nhân                             | Katō Takaaki      | Katō tốt nghiệp Khoa Luật tại Đại học Tōkyō và lấy bằng cử nhân luật. Đại học Tōkyō, nơi Katō tốt nghiệp, là tiền thân của Đại học Tōkyō hiện tại. Katō đã tốt nghiệp Đại học Tōkyō (cũ) sau đó trở thành Đại học Tōkyō (mới) hiện tại sau khi đỗ Đại học Đế quốc và Đại học Đế quốc Tōkyō. Ngoài Katō, còn có nhiều Thủ tướng có bằng cử nhân. |
| Thủ tướng đầu tiên có bằng Thạc sĩ                             | Obuchi Keizō      | Obuchi tốt nghiệp Trường Cao học Khoa học Chính trị của Đại học Waseda và lấy bằng thạc sĩ về khoa học chính trị. Không có Thủ tướng nào có bằng thạc sĩ ngoài Obuchi, và ông hiện là người duy nhất. |

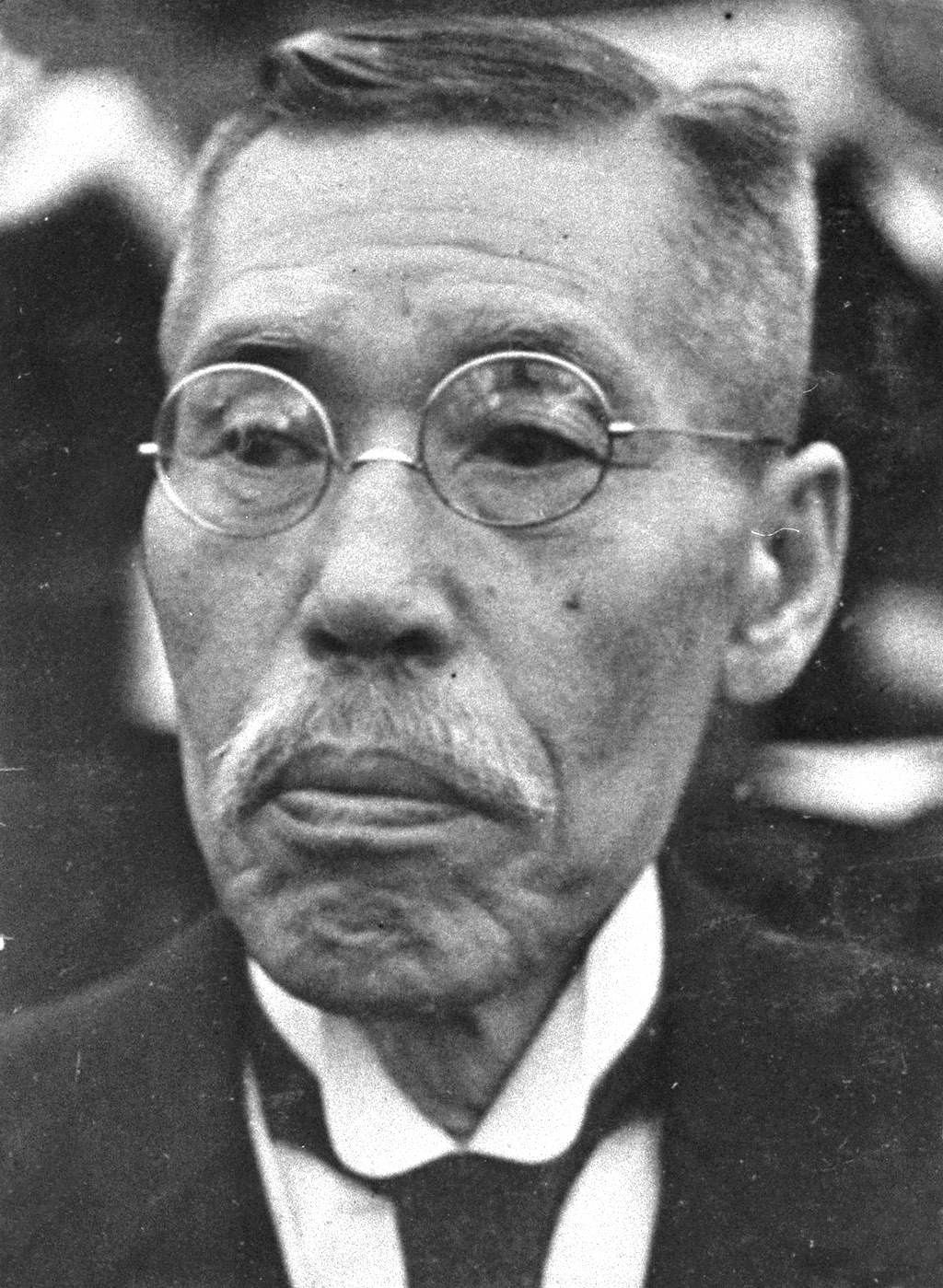
Hiranuma Kiichirō

| Thủ tướng đầu tiên có bằng Tiến sĩ                             | Hiranuma Kiichirō | Hiranuma nhận bằng tiến sĩ luật của Bộ trưởng Bộ Giáo dục. Căn cứ vào sắc lệnh cấp bằng ban hành năm 1887, bằng tiến sĩ luật do Bộ trưởng Bộ Giáo dục, Văn hóa, Thể thao, Khoa học và Công nghệ cấp. Sau đó, với việc thực thi sắc lệnh văn bằng sửa đổi vào năm 1920, trường đại học đã trao bằng tiến sĩ luật cho ông. Hiện nay, với việc thực thi Luật Giáo dục phổ thông sửa đổi năm 1991, trường đại học đã được cấp bằng tiến sĩ (luật), tức là người kế nhiệm tiến sĩ luật. Ngoài Hiranuma, còn có hai Thủ tướng khác có học vị tiến sĩ là Ashida Hitoshi nhận bằng Tiến sĩ luật tại Đại học Tōkyō và Hatoyama Yukio nhận bằng Doctor of Philosophy Triết học từ Đại học Stanford. |
| Thủ tướng đầu tiên có bằng cấp                                 | Katō Takaaki      | Kato tốt nghiệp Khoa Luật tại Đại học Tokyo và lấy bằng cử nhân luật. Trước khi ban hành sắc lệnh văn bằng năm 1887, bằng cử nhân luật cũng được coi là một trong những bằng cấp. Với việc thực thi sắc lệnh cấp bằng, cử nhân luật không còn là bằng cấp nữa và sau đó đã được trao tặng như một danh hiệu. Với việc thực thi Luật Giáo dục Trường học sửa đổi năm 1991, bằng cử nhân (luật), là văn bằng kế thừa của cử nhân luật, đã trở thành một trong những bằng cấp. Năm Thủ tướng được cấp bằng gồm Katō, Hiranuma Kiichirō, Ashida Hitoshi, Obuchi Keizō và Hatoyama Yukio. |
| Thủ tướng đầu tiên tốt nghiệp đại học theo chế độ giáo dục mới | Kaifu Toshiki     | Sau Kaifu, Thủ tướng tốt nghiệp đại học theo chế độ giáo dục cũ (Miyazawa Kiichi). |

### Xuất thân

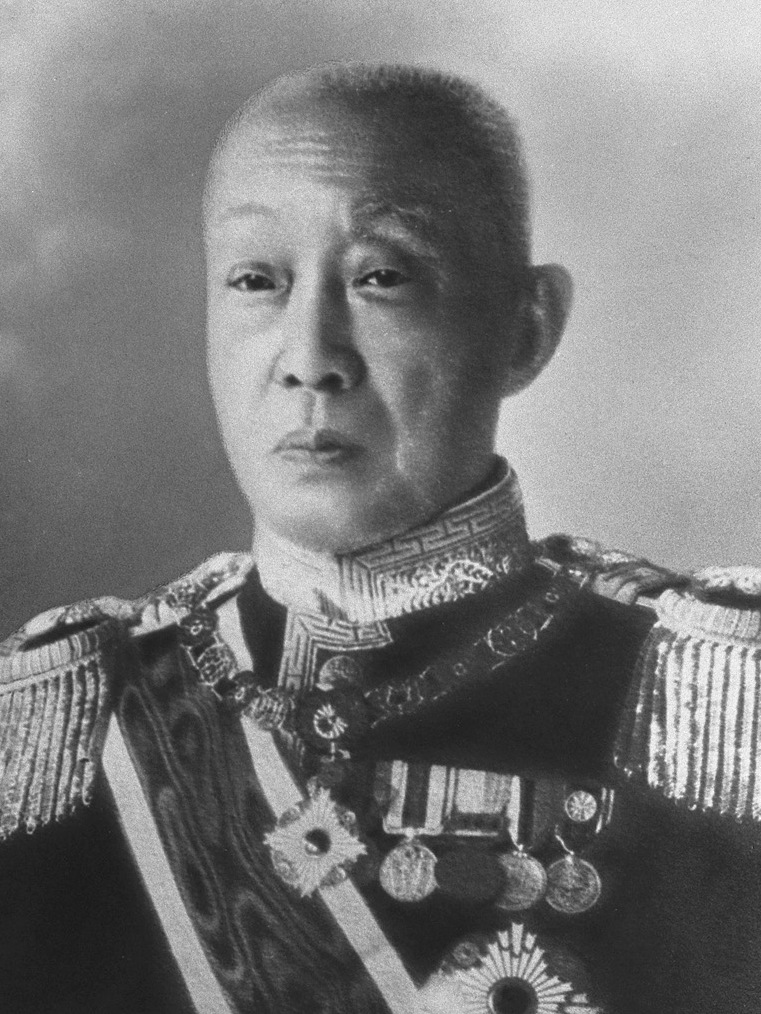
Saionji Kinmochi

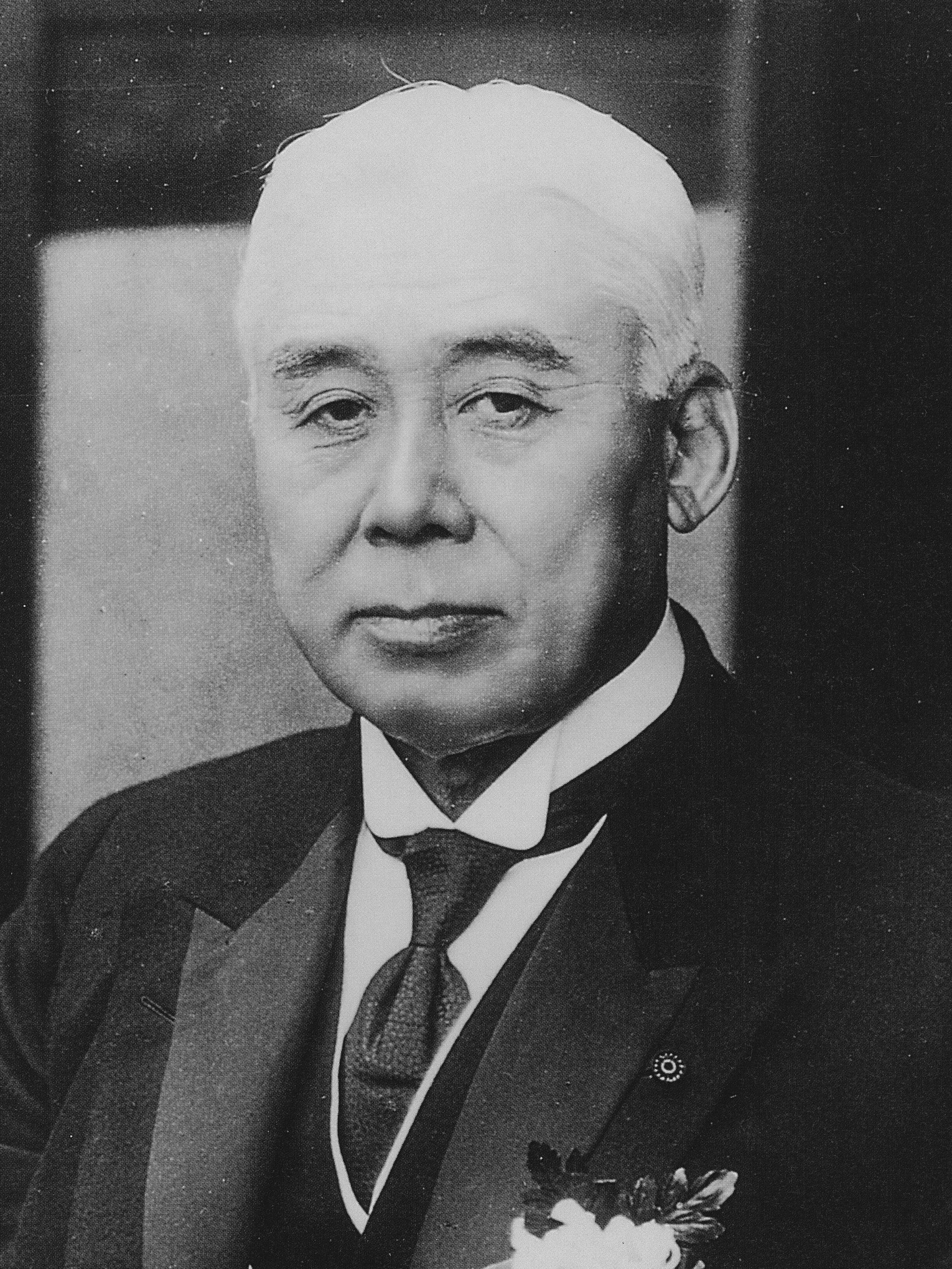
Hara Takashi

| Ghi nhận                                    | Thủ tướng            | Ghi chép |
| ------------------------------------------- | -------------------- | --- |
| Thủ tướng xuất thân Hoàng gia               | Higashikuni Naruhiko | Sau đó, ông đã rời khỏi hoàng gia.                                                                                       |
| Thủ tướng có con cháu trở thành hoàng tộc   | Yoshida Shigeru      | Cháu gái ông là Thân vương phi Nobuko, nhũ danh Asō Nobuko.                                                              |
| Thủ tướng có anh chị em trở thành hoàng gia | Asō Tarō             | Em gái ông là Thân vương phi Nobuko, nhũ danh Asō Nobuko.                                                                |
| Thủ tướng là Kuge                           | Saionji Kinmochi     | Saionji là trưởng tộc Saionji thuộc dòng họ Seigake.                                                                     |
| Thủ tướng là Kuge                           | Konoe Fumimaro       | Konoe là người đứng đầu gia tộc Konoe, là thủ lĩnh của Ngũ nhiếp chính vương.                                            |
| Thủ tướng là hậu duệ của Daimyo             | Hosokawa Morihiro    | Hậu duệ đời thứ 54 của gia tộc Kumamoto.                                                                                 |
| Thủ tướng thường dân đầu tiên               | Hara Takashi         | Tuy nhiên, ông không thụ tước. Ông nội của Hara là một samurai cấp cao, người giữ chức vụ cao cấp trong gia tộc Morioka. |

### Họ hàng bà con

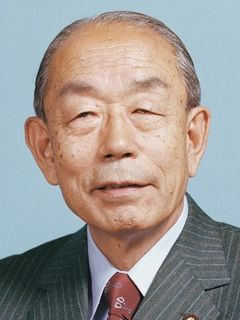
Fukuda Takeo

Suzuki Zenkō

| Ghi nhận                                           | Quan hệ                                                                         | Các Thủ tướng                       | Thông tin |
| -------------------------------------------------- | ------------------------------------------------------------------------------- | ----------------------------------- | --- |
| Hai Thủ tướng là người nhà                         | Cha và con                                                                      | Fukuda Takeo và Fukuda Yasuo        | Fukuda Yasuo là con trai cả của Fukuda Takeo.                                                                                             |
| Hai Thủ tướng là người nhà                         | Cha vợ và con rể                                                                | Suzuki Zenkō và Asō Tarō            | Vợ của Asō là con gái thứ ba của Suzuki.                                                                                                  |
| Hai Thủ tướng cách nhau một thế hệ hoặc qua cha mẹ | Anh và em                                                                       | Kishi Nobusuke và Satō Eisaku       | Kishi là anh trai và Satō là em trai. |
| Hai Thủ tướng cách nhau một thế hệ hoặc qua cha mẹ | Ông và cháu                                                                     | Konoe Fumimaro và Hosokawa Morihiro | Mẹ của Hosokawa là con gái thứ hai của Konoe.                                                                                             |
| Hai Thủ tướng cách nhau một thế hệ hoặc qua cha mẹ | Ông và cháu                                                                     | Kishi Nobusuke và Abe Shinzō        | Mẹ của Abe là con gái lớn của Kishi. |
| Hai Thủ tướng cách nhau một thế hệ hoặc qua cha mẹ | Ông và cháu                                                                     | Yoshida Shigeru và Asō Tarō         | Mẹ của Aso là con gái thứ ba của Yoshida.                                                                                                 |
| Hai Thủ tướng cách nhau một thế hệ hoặc qua cha mẹ | Ông và cháu                                                                     | Hatoyama Ichirō và Hatoyama Yukio   | Cha của Yukio là con trai cả của Ichiro.                                                                                                  |
| Hai Thủ tướng cách nhau một thế hệ hoặc qua cha mẹ | Anh/em cột ※Không áp dụng cho người thân theo Bộ luật dân sự, nhưng vẫn liệt kê | Katō Takaaki và Shidehara Kijūrō    | Vợ của Katō là con gái lớn của Iwasaki Yatarō, người sáng lập Tập đoàn Mitsubishi. Vợ của Shidehara là con gái thứ tư của Iwasaki Yatarō. |

### Bổ nhiệm lại
| Ghi nhận                                                                                  | Thủ tướng       | Các ghi nhận |
| ----------------------------------------------------------------------------------------- | --------------- | --- |
| Thủ tướng thường xuyên từ chức nhất                                                       | Itō Hirobumi    | 3 lần - Nghỉ hưu ngày 30 tháng 4 năm 1888 (lần 1), tái nhiệm ngày 8 tháng 8 năm 1892 (lần 2) - Nghỉ hưu ngày 31 tháng 8 năm 1896 (lần 2), tái nhiệm ngày 12 tháng 1 năm 1898 (lần 3) - Nghỉ hưu ngày 30 tháng 6 năm 1898 (lần 3), tái nhiệm ngày 19 tháng 10 năm 1900 (lần 4) |
| Thủ tướng có thời gian không giữ chức dài nhất cho đến khi nghỉ hưu và nhậm chức trở lại  | Ōkuma Shigenobu | Khoảng 15 năm 5 tháng (dài nhất trong lịch sử) - Nghỉ hưu ngày 8 tháng 11 năm 1898 (lần 1), tái nhiệm ngày 16 tháng 4 năm 1914 (lần 2) |
| Thủ tướng có thời gian không giữ chức dài nhất cho đến khi nghỉ hưu và nhậm chức trở lại  | Abe Shinzō      | Khoảng 5 năm 3 tháng (dài nhất sau chiến tranh) - Nghỉ hưu ngày 26 tháng 9 năm 2007 (lần 1), tái nhiệm ngày 26 tháng 12 năm 2012 (lần 2) |
| Thủ tướng có thời gian không giữ chức ngắn nhất cho đến khi nghỉ hưu và nhậm chức trở lại | Katsura Tarō    | Khoảng 1 năm 4 tháng (479 ngày, ngắn nhất trong lịch sử) - Nghỉ hưu ngày 30 tháng 8 năm 1911 (lần 2), tái nhiệm ngày 21 tháng 12 năm 1912 (lần 3) |
| Thủ tướng có thời gian không giữ chức ngắn nhất cho đến khi nghỉ hưu và nhậm chức trở lại | Yoshida Shigeru | Khoảng 1 năm 5 tháng (510 ngày, ngắn nhất sau chiến tranh) - Nghỉ hưu ngày 24 tháng 5 năm 1947 (lần 1), tái nhiệm ngày 15 tháng 10 năm 1948 (lần 2) |
| Thủ tướng có số thủ tướng lớn nhất từ khi mãn nhiệm đến tái bổ nhiệm                      | Ōkuma Shigenobu | 5 người (8 đời) 1. Yamagata Aritomo 2. Itō Hirobumi 3. Katsura Tarō (3 lần) 4. Saionji Kinmochi (2 lần) 5. Yamamoto Gonbee |
| Thủ tướng có số thủ tướng lớn nhất từ khi mãn nhiệm đến tái bổ nhiệm                      | Yamamoto Gonbee | 5 người (5 đời) 1. Ōkuma Shigenobu 2. Terauchi Masatake 3. Hara Takashi 4. Takahashi Korekiyo 5. Katō Tomosaburō ※(không bao gồm Thủ tướng tạm thời Uchida Kōsai) |
| Thủ tướng có số thủ tướng lớn nhất từ khi mãn nhiệm đến tái bổ nhiệm                      | Abe Shinzō      | 5 người (5 đời) 1. Fukuda Yasuo 2. Asō Tarō 3. Hatoyama Yukio 4. Kan Naoto 5. Noda Yoshihiko |

### Thay phiên nhau
| Ghi nhận                                         | Các Thủ tướng | Thông tin |
| ------------------------------------------------ | --- | --- |
| Bảy lần thay đổi Thủ tướng trong 7 năm liên tiếp | 1. Koizumi Junichirō → Abe Shinzō (1) (2006) 2. Abe Shinzō (1) → Fukuda Yasuo (2007) 3. Fukuda Yasuo → Asō Tarō (2008) 4. Asō Tarō → Hatoyama Yukio (2009) 5. Hatoyama Yukio → Kan Naoto (2010) 6. Kan Naoto → Noda Yoshihiko (2011) 7. Noda Yoshihiko → Abe Shinzō (2) (2012)                                                                                    | Ở nước ngoài, trước đây, nước Pháp thời Đệ Tứ Cộng Hòa đã có sự thay đổi Thủ tướng (tổng cộng 24 người) trong 14 năm liên tục từ 1946 đến 1959.                                |
| Tám lần thay đổi Thủ tướng trong 5 năm liên tiếp | 1. Tōjō Hideki → Koiso Kuniaki (1944) 2. Koiso Kuniaki → Suzuki Kantarō (1945) 3. Suzuki Kantarō → Higashikuni Naruhiko (1945) 4. Higashikuni Naruhiko → Shidehara Kijūrō (1945) 5. Shidehara Kijūrō → Yoshida Shigeru (1946) 6. Yoshida Shigeru (1) → Katayama Tetsu (1947) 7. Katayama Tetsu → Ashida Hitoshi (1948) 8. Ashida Hitoshi → Yoshida Shigeru (1948) | Tần suất thay đổi Thủ tướng vượt kỷ lục trên và là cao nhất. Đặc biệt, năm 1945, mỗi năm có bốn thủ tướng tại vị (ba thủ tướng thay đổi một năm), đây cũng là kỷ lục cao nhất. |

### Khác

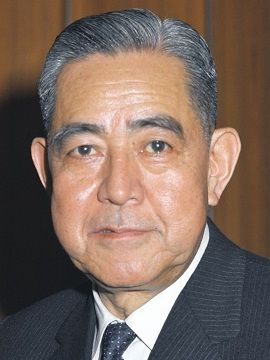
Satō Eisaku

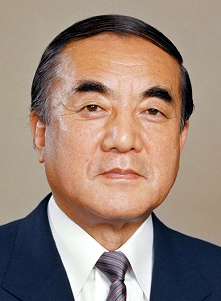
Nakasone Yasuhiro

| Ghi nhận                                                           | Thủ tướng            | Nội dung |
| ------------------------------------------------------------------ | -------------------- | --- |
| Thủ tướng từng đoạt giải Nobel                                     | Satō Eisaku          | Nhận giải Nobel Hòa bình năm 1974 vì ủng hộ Ba Nguyên tắc Phi hạt nhân. |
| Thủ tướng từng tham gia Thế vận hội với tư cách là một tuyển thủ   | Asō Tarō             | Tham gia Thế vận hội Montreal năm 1976 với tư cách là đại diện của môn bắn súng (kết quả là hạng 41). |
| Cựu Thủ tướng có chân dung trên các tờ tiền của Ngân hàng Nhật Bản | Itō Hirobumi         | Itō có chân dung trên tờ tiền 1000 yên (phát hành từ năm 1963 – 1984). |
| Cựu Thủ tướng có chân dung trên các tờ tiền của Ngân hàng Nhật Bản | Takahashi Korekiyo   | Takahashi có chân dung trên tờ 50 yên (phát hành từ năm 1951 – 1958). Takahashi cũng là thủ tướng duy nhất trong lịch sử từng là thống đốc Ngân hàng Nhật Bản.                                                                 |
| Thủ tướng từng là quan chức cấp cao của chính phủ nước ngoài       | Kishi Nobusuke       | Từ năm 1936 đến năm 1939, ông giữ các chức vụ quan trọng ở Mãn Châu, như Phó giám đốc Tổng cục đại vụ (Không có luật quốc tịch ở Mãn Châu quốc, và ông là người Nhật có thể nhậm chức ở Mãn Châu quốc với quốc tịch Nhật Bản). |
| Thủ tướng lớn tuổi nhất                                            | Higashikuni Naruhiko | 3 tháng 12 năm 1887 – 20 tháng 1 năm 1990 (thọ 102 tuổi). |
| Thủ tướng lớn tuổi nhất thời hậu chiến                             | Nakasone Yasuhiro    | 27 tháng 5 năm 1918 – 29 tháng 11 năm 2019 (thọ 101 tuổi). |
| Thủ tướng hơn 100 tuổi                                             | Higashikuni Naruhiko | Người làm Thủ tướng thọ nhất. |
| Thủ tướng hơn 100 tuổi                                             | Nakasone Yasuhiro    | Người làm Thủ tướng thọ nhất thời hậu chiến. |
| Thủ tướng hơn 100 tuổi                                             | Murayama Tomiichi    | Thủ tướng còn sống lớn tuổi nhất hiện tại. Ông cũng là Thủ tướng còn sống duy nhất và là cuối cùng sinh ra vào thời kỳ Đại Chính.                                                                                              |

### Các Thủ tướng theo đảng
（Năm sau tên Thủ tướng là năm ông nhậm chức）
| Xếp hạng | Đảng                       | Số người | Thủ tướng đầu tiên      | Thủ tướng mới nhất/cuối cùng |
| -------- | -------------------------- | -------- | ----------------------- | ---------------------------- |
| 1        | Đảng Dân chủ Tự do         | 24       | Hatoyama Ichirō・1955   | Ishiba Shigeru・2024         |
| 2        | Lập hiến Chính hữu hội     | 5        | Itō Hirobumi・1900      | Inukai Tsuyoshi・1932        |
| 3        | Đại chính Dựt tiến hội     | 4        | Konoe Fumimaro・1940    | Suzuki Kantarō・1945         |
| 4        | Đảng Dân chủ (1998 - 2016) | 3        | Hatoyama Yukio・2009    | Noda Yoshihiko・2011         |
| 5        | Đảng Xã hội Nhật Bản       | 2        | Katayama Tetsu・1947    | Murayama Tomiichi・1994      |
| 5        | Lập hiến Dân chính đảng    | 2        | Hamaguchi Osachi・1929  | Wakatsuki Reijirō・1931      |
| 5        | Hiến chính hội             | 2        | Katō Takaaki・1924      | Wakatsuki Reijirō・1927      |
| 8        | Đảng Đổi mới               | 1        | Hata Tsutomu・1994      | Hata Tsutomu・1994           |
| 8        | Nhật Bản Tân đảng          | 1        | Hosokawa Morihiro・1993 | Hosokawa Morihiro・1993      |
| 8        | Đảng Dân chủ Nhật Bản      | 1        | Hatoyama Ichirō・1955   | Hatoyama Ichirō・1955        |
| 8        | Đảng Tự do (1950 - 1955)   | 1        | Yoshida Shigeru・1952   | Yoshida Shigeru・1953        |
| 8        | Đảng Tự do Dân chủ         | 1        | Yoshida Shigeru・1948   | Yoshida Shigeru・1949        |
| 8        | Đảng Dân chủ (1947 - 1950) | 1        | Ashida Hitoshi・1948    | Ashida Hitoshi・1948         |
| 8        | Đảng Tự do Nhật Bản        | 1        | Yoshida Shigeru・1947   | Yoshida Shigeru・1947        |
| 8        | Đảng Tiến bộ               | 1        | Shidehara Kijūrō・1945  | Shidehara Kijūrō・1945       |
| 8        | Lập hiến Đồng chí hội      | 1        | Ōkuma Shigenobu・1914   | Ōkuma Shigenobu・1914        |
| 8        | Hiến chính đảng            | 1        | Ōkuma Shigenobu・1898   | Ōkuma Shigenobu・1898        |

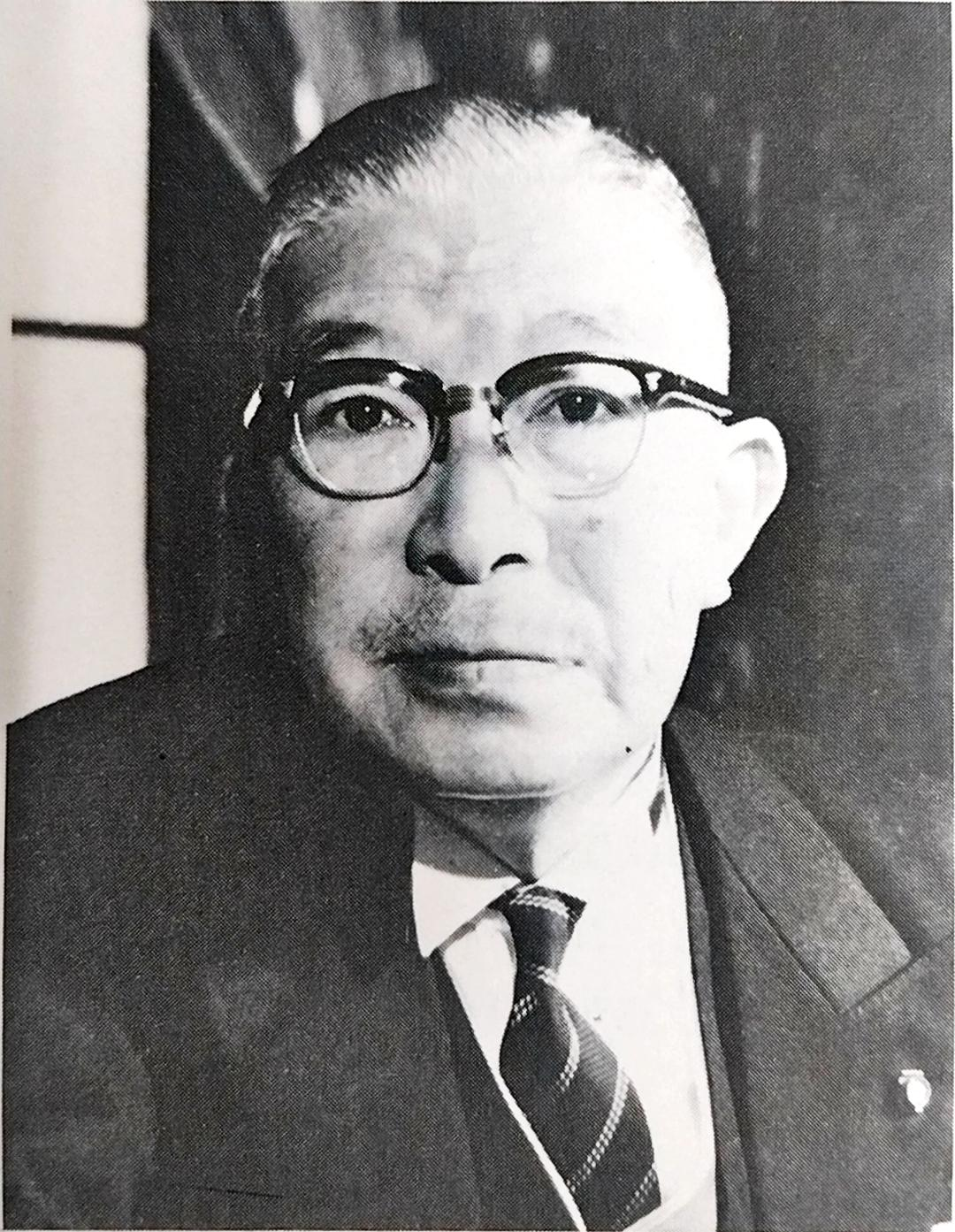
Hatoyama Ichirō

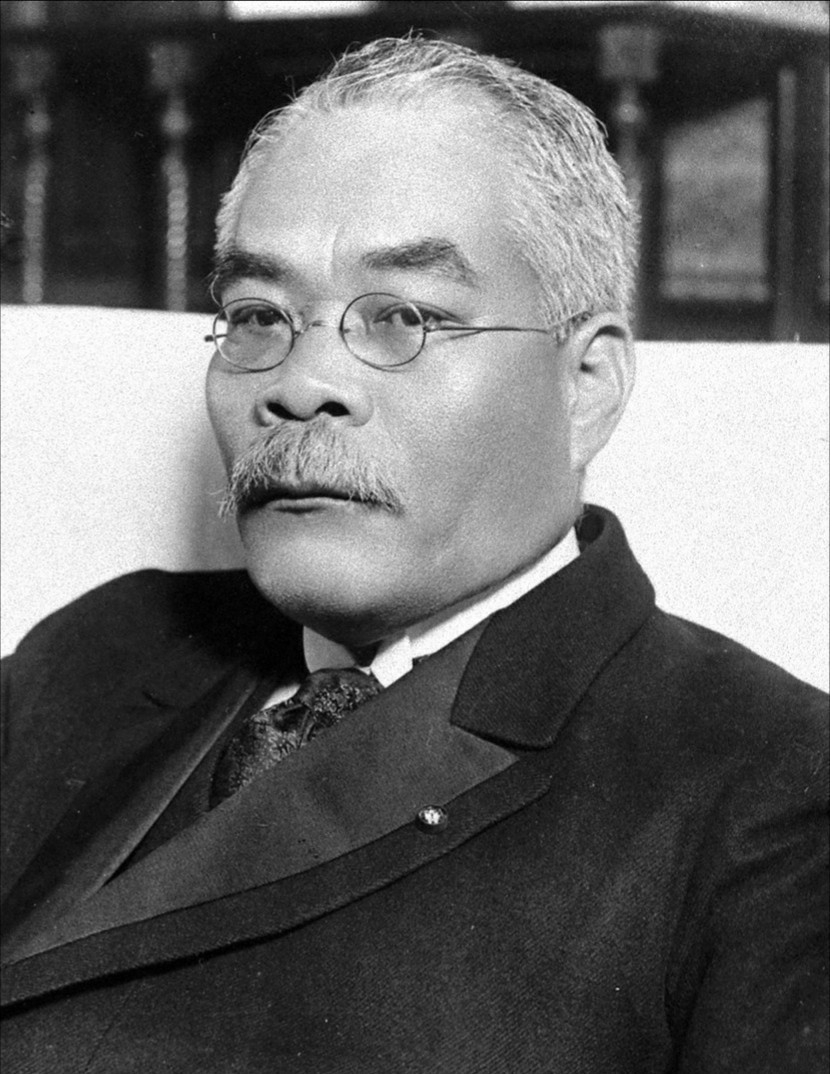
Hamaguchi Osachi

- Ngoài ra, một số thành viên của Chúng Nghị viện là thành viên của nhóm nghị sĩ Hạ viện (chẳng hạn như Hỏa diệu hội của Konoe Fumimaro).

## Các cựu Thủ tướng Nhật Bản còn sống
Tính đến ngày 1 tháng 8 năm 2025 tức năm Lệnh Hòa thứ 7, có 11 cựu Thủ tướng còn sống, cựu Thủ tướng già nhất là Murayama Tomiichi, trẻ nhất là Kishida Fumio và cựu Thủ tướng qua đời gần đây nhất là Abe Shinzō vào ngày 8 tháng 7 năm 2022 ở tuổi 67. Dưới đây là danh sách các cựu Thủ tướng còn sống được xếp theo thứ tự nhiệm kỳ:
| Thứ tự (nhiệm kỳ) | Thủ tướng         | Thủ tướng | Tuổi                           | Nhiệm kỳ  | Chức vụ khác sau khi hết nhiệm                         |
| ----------------- | ----------------- | --------- | ------------------------------ | --------- | ------------------------------------------------------ |
| 79                | Hosokawa Morihiro |           | 14 tháng 1 năm 1938 (87 tuổi)  | 1993–1994 | Hưu trí                                                |
| 81                | Murayama Tomiichi |           | 3 tháng 3 năm 1924 (101 tuổi)  | 1994–1996 | Hưu trí                                                |
| 85, 86            | Mori Yoshirō      |           | 14 tháng 7 năm 1937 (88 tuổi)  | 2000–2001 | Hưu trí                                                |
| 87, 88, 89        | Koizumi Junichirō |           | 8 tháng 1 năm 1942 (83 tuổi)   | 2001–2006 | Hưu trí                                                |
| 91                | Fukuda Yasuo      |           | 16 tháng 7 năm 1936 (89 tuổi)  | 2007–2008 | Hưu trí                                                |
| 92                | Asō Tarō          |           | 20 tháng 9 năm 1940 (84 tuổi)  | 2008–2009 | Nghị sĩ Chúng nghị viện                                |
| 93                | Hatoyama Yukio    |           | 11 tháng 2 năm 1947 (78 tuổi)  | 2009–2010 | Hưu trí Chủ tịch Đảng Cộng hòa                         |
| 94                | Kan Naoto         |           | 10 tháng 10 năm 1946 (78 tuổi) | 2010–2011 | Hưu trí                                                |
| 95                | Noda Yoshihiko    |           | 20 tháng 5 năm 1957 (68 tuổi)  | 2011–2012 | Nghị sĩ Chúng nghị viện Chủ tịch Đảng Dân chủ Lập hiến |
| 99                | Suga Yoshihide    |           | 6 tháng 12 năm 1948 (76 tuổi)  | 2020–2021 | Nghị sĩ Chúng nghị viện                                |
| 100, 101          | Kishida Fumio     |           | 29 tháng 7 năm 1957 (68 tuổi)  | 2021–2024 | Nghị sĩ Chúng nghị viện                                |